# Carta de la Tierra

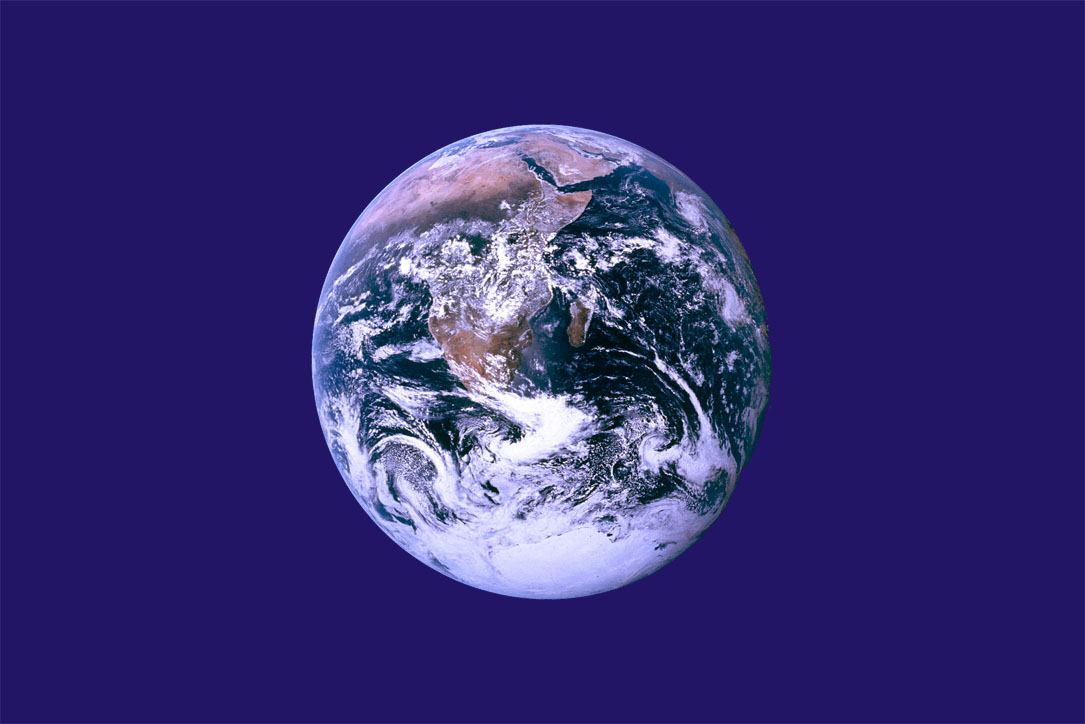
Bandera de la Tierra, con la fotografía del planeta conocida como La canica azul, tomada desde la nave espacial Apollo 17 en 1972.

La Carta de la Tierra es una declaración internacional de principios y propuestas de corte progresista. La Carta de la Tierra afirma que la protección medioambiental, los derechos humanos, el desarrollo igualitario y la paz son interdependientes e indivisibles.

## Historia
En 1997 se formó una comisión para el proyecto llamado "La Carta de la Tierra". Personas y organizaciones de distintas culturas y sectores participaron en su redacción..
- Promovida en el entorno de las Naciones Unidas y de sus organizaciones, ha sido traducida en más de 30 lenguas desde su lanzamiento en el año 2000. Desde entonces la Carta ha ido ganando difusión y reconocimiento en todos los países.

- La declaración contiene un planteamiento global de los retos del planeta, así como propuestas de cambios y de objetivos compartidos que pueden ayudar a resolverlos.

- La Carta de la Tierra no pretende ser la única respuesta posible a los problemas actuales de la humanidad, y tampoco ser exhaustiva. No obstante, al tener un contenido consistente, trabajado, fruto de un diálogo internacional muy amplio, goza de aceptación generalizada.

- Se ha ido desarrollando a la vez un movimiento internacional que trabaja para poner en práctica sus principios. Esta red civil global es conocida como la Iniciativa de la Carta de la Tierra.

## Los antecedentes de la Carta
Entre otros:
- 1982: La Carta Mundial de la Naturaleza[1]

Es probablemente la declaración ecológica internacional más consistente hasta el 2000, cuando se lanza definitivamente la Carta de la Tierra. El documento, claramente progresivo para su tiempo, fue aprobado por la Asamblea General de las Naciones Unidas en 1982.
- 1987: Informe Brundtland

La Comisión Mundial de Medio Ambiente y Desarrollo de Naciones Unidas (Comisión Brundtland), en su informe de 1987 Nuestro Futuro Común, conocido como Informe Brundtland, hace un llamamiento a la creación de una carta que contenga los principios fundamentales para una vida sostenible. En él se afirma:

"La Tierra es una pero el mundo no lo es. Todos dependemos de una sola biosfera para el sustento de nuestras vidas. Sin embargo cada comunidad, cada país, lucha por su supervivencia y prosperidad con poco interés por el impacto que cause a los demás.

Algunos utilizan los recursos de la Tierra a un ritmo tal que dejarían poco para las futuras generaciones.
Otros, en proporción aún mayor, consumen demasiado poco, y viven con un panorama de hambre, miseria, enfermedad y muerte prematura".
Pedimos prestado (tomamos) capital ambiental a las futuras generaciones sin intención ni posibilidad de reintegrárselo...

Actuamos así porque sabemos que no seremos sancionados: las futuras generaciones no votan, no tienen poder político ni financiero".

- 1990-1992: Cumbre de la Tierra en Río

Siguiendo la recomendación del Informe Brundtland, se redactan diversos borradores de carta de la Tierra, dentro de la actividad de preparación de la Conferencia de las Naciones Unidas sobre Medio Ambiente y Desarrollo (Cumbre de la Tierra), en Río de Janeiro en 1992. En ellos se intentan establecer las bases éticas sobre las cuales se fundarían la Agenda 21 y otros acuerdos de la Cumbre.
La posibilidad de esa base ética suscita gran entusiasmo, llevando a varios gobiernos y ONG a remitir propuestas y recomendaciones sobre el tema y a celebrar abundantes reuniones internacionales.
La aprobación de ese texto no es posible en la Cumbre de Río. De esta forma, la Agenda 21 (el documento más importante de aquella Cumbre) acentúa su carácter técnico, al quedar privado de fundamentación y de una visión de mayor alcance. En lugar de la carta, se decide redactar y aprobar lo que llega a ser la Declaración de Río sobre el Medio Ambiente y el Desarrollo.
Sin embargo, durante el Foro Global de las ONG, desarrollado paralelamente a la Cumbre y con estatus consultivo en ella, las ONG de 19 países redactan una carta de la Tierra basada en el trabajo hecho durante el proceso preparatorio. Éste es el primer arranque real de lo que más adelante sería la Carta de la Tierra.
- 1997: Kioto, Japón

Asistieron 190 países y acordaron reducir las emisiones de contaminantes a la atmósfera que provocaba el efecto invernadero. Se firmó el Protocolo de Kioto. Sin embargo, Estados Unidos de América puso sus condiciones para favorecer a sus industrias altamente contaminantes. Los países firmantes acordaron disminuir la emisión de dióxido de carbono en 5.2% para 2012, en relación con los niveles de 1990. Entró en vigor hasta 2004.
- 1998: Buenos Aires, Argentina

Los gobernantes que en 1997 firmaron el Protocolo de Kioto se reunieron para posponer su marcha hasta 2000, la razón fue la desigualdad de países pobres y ricos para hacer frente a los programas de reducción de contaminantes. En 2001 nuevamente se reunieron para posponerlo; asistieron 180 países, excepto Estados Unidos de América.
- 2009: Copenhague, Dinamarca

XV Conferencia sobre el Cambio Climático. Estados Unidos de América mantiene su compromiso de reducir los gases del efecto invernadero que produce.

## La historia reciente

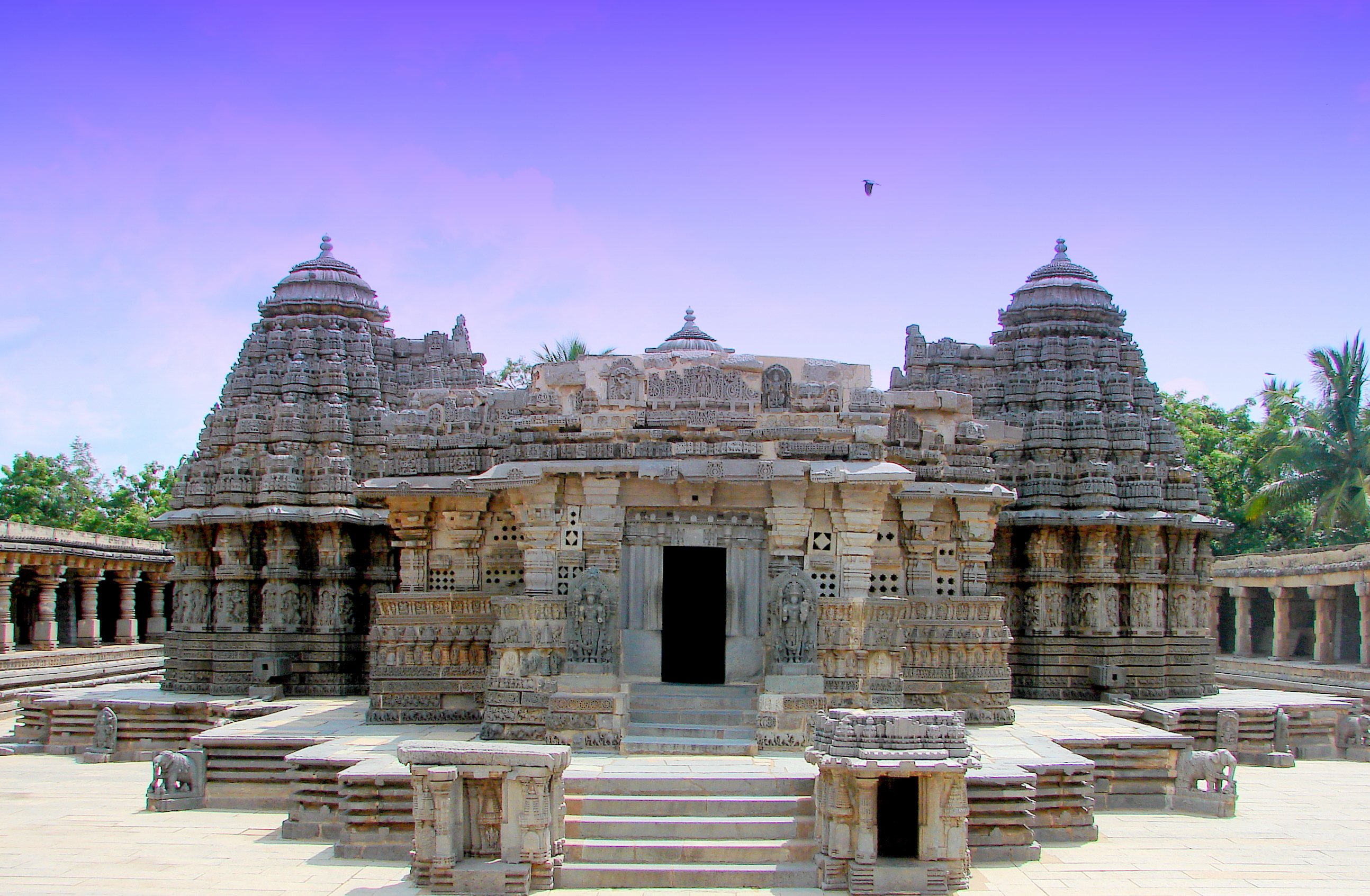
Templo hoysala de Somnathpur (siglo XIII). Mysore (India).
"Nuestra diversidad cultural es una herencia preciosa" (Texto final de la Carta - El camino hacia adelante).

- 1993-1994

Los organizadores de la Cumbre de Río, especialmente Maurice Strong, secretario general de la Cumbre y presidente del Consejo de la Tierra, y Mijaíl Gorbachov, presidente de Green Cross International, deciden en 1994 retomar la elaboración de una Carta de la Tierra, con el apoyo de Ruud Lubbers, primer ministro del gobierno de los Países Bajos. Lo hacen de una forma nueva, como una iniciativa de la sociedad civil, más que de organismos internacionales.
Se trata de promover un diálogo mundial para formular una Carta de la Tierra que nazca desde abajo hacia arriba.
Tras esta nueva orientación está la preocupación -compartida por representantes de gobiernos, empresas y sociedad civil - porque el debate respecto al desarrollo sostenible era demasiado limitado en su perspectiva:
- En la sostenibilidad no se abordan asuntos cruciales como la solidaridad, la paz, la diversidad cultural, la justicia social o la democracia.
- Es patente la necesidad de un documento mundial de referencia que sintetice los muchos asuntos en juego en torno a la sostenibilidad, no sólo los ecológicos, de forma tal que la mayoría de la gente y las organizaciones lo puedan comprender y aplicar fácilmente.
- Aunque el papel legislativo de los gobiernos es esencial, las leyes y otras normas carecen de una dimensión ética explícita y clara que refleje los valores humanos que se poseen universalmente.
- Las Naciones Unidas y los gobiernos no son capaces de resolver por sí mismos los problemas mundiales. Los grandes programas o agendas internacionales no sirven de mucho. Como se vio en las Cumbres de Estocolmo (1972), de Río (1992), y se verá luego en la de Johannesburgo (2002), se fijan ambiciosas agendas de acción que luego apenas se llevan a la práctica. Esto se debe al desinterés, a intereses contrapuestos cuando no a la oposición de gobiernos y otras instituciones.

Sigue siendo por ello clave el apoyo por parte de la sociedad civil, los pueblos del mundo.
- 1995-1999

Se forma en 1997 la Comisión de la Carta de la Tierra, compuesta por 23 personalidades de varios continentes, para organizar un proceso mundial de consultas a través del que se dio forma al texto.
Participan, entre otros, además de Lubbers, Gorbachov (premio Nobel de la Paz 1990), y Strong, Amadou Toumani Touré (presidente de Malí en 1991-1992 y 2002-2012), Mohamed Sahnoun (Argelia), Federico Mayor Zaragoza (España), Mercedes Sosa (Argentina), Leonardo Boff (Brasil), Erna Witoelar (Indonesia), Wangari Maathai (premio Nobel de la Paz 2004, Kenia), A.T. Ariyaratne (enlace roto disponible en Internet Archive; véase el historial, la primera versión y la última). (Ceilán), Wakako Hironaka (Japón).
Durante estos cinco años, a través de una secretaría de apoyo ubicada en San José (Costa Rica), se impulsan consultas y discusiones que involucran a 46 países y miles de personas, en uno de los procesos más abiertos y participativos que se hayan dado en relación con un documento internacional. Participan cientos de ONG, comunidades, colectivos, asociaciones profesionales y expertos internacionales.
- 2000

La versión final de la Carta se aprueba por la Comisión en la reunión celebrada en la sede de la Unesco en París en marzo de 2000. El lanzamiento oficial de la Carta de la Tierra tiene lugar en el Palacio de la Paz en La Haya el 29 de junio de 2000, en un acto presidido por la reina Beatriz de Holanda.

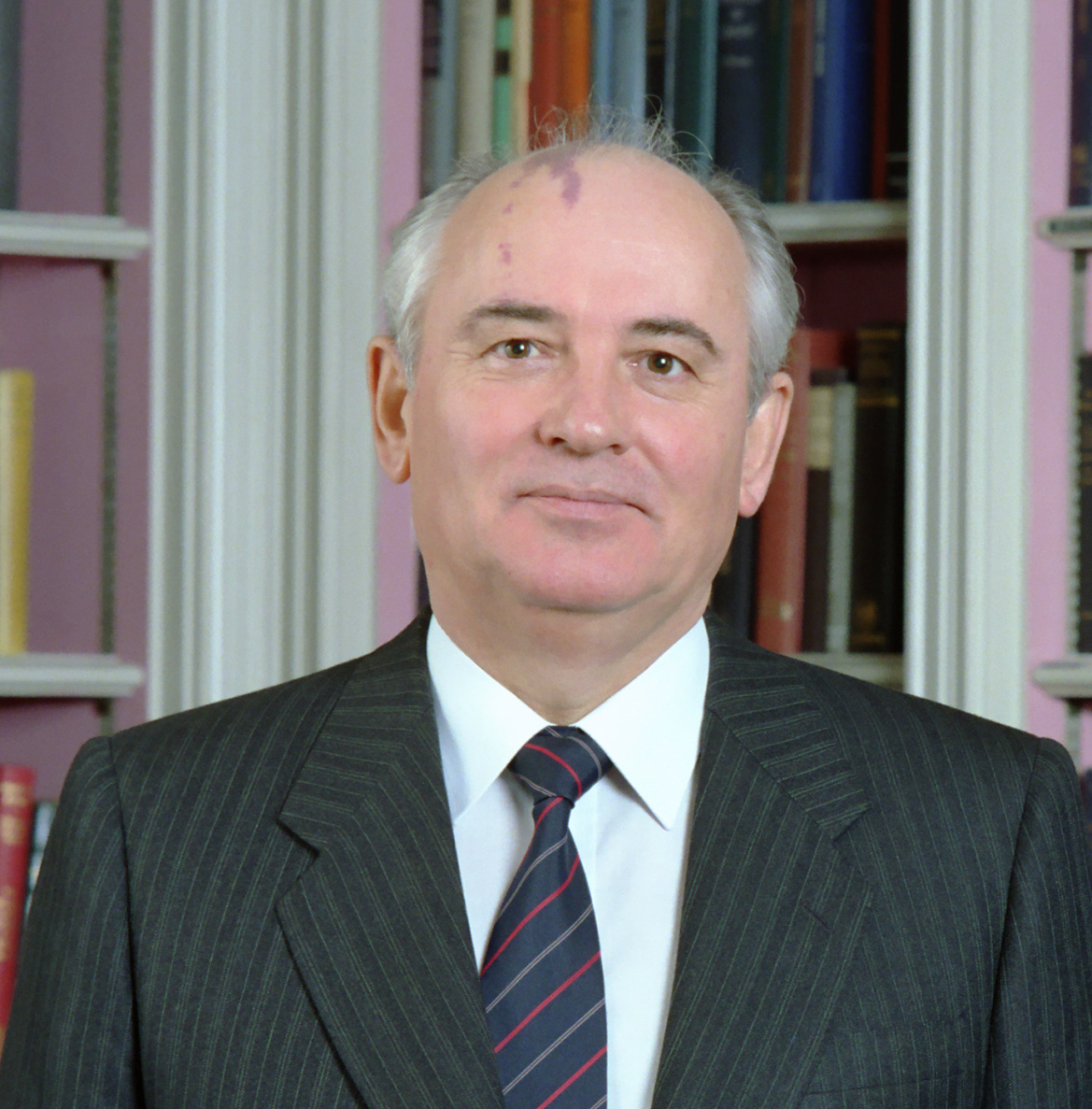
Mijail Sergéievich Gorbachov.
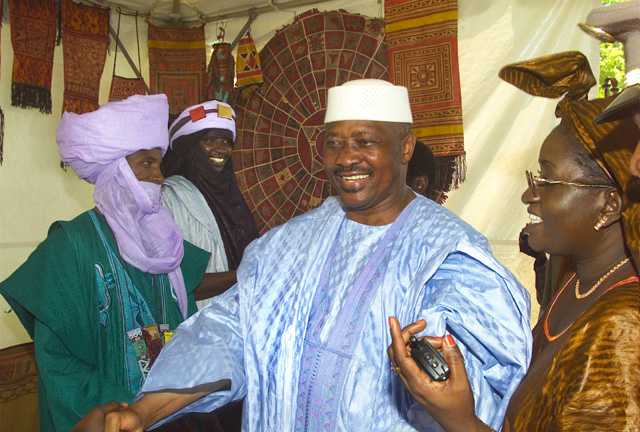
Amadou Toumani Touré.
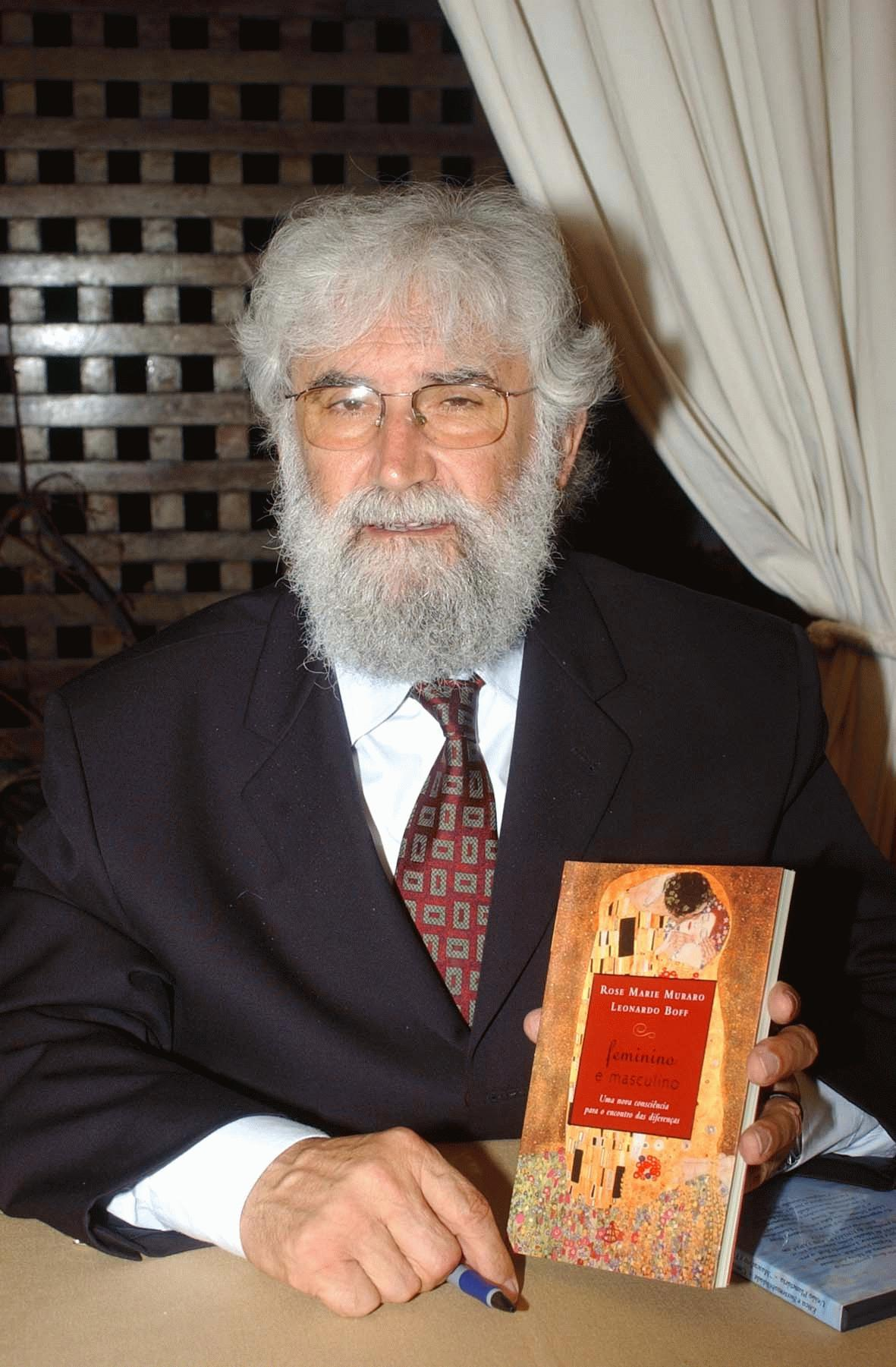
Leonardo Boff.
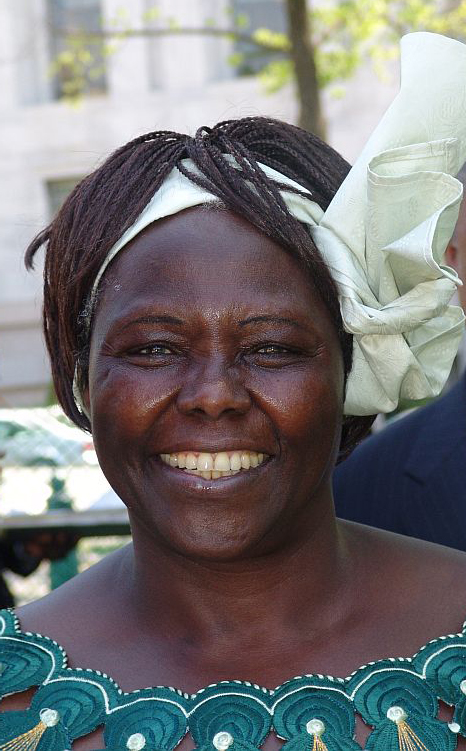
Wangari Maathai.
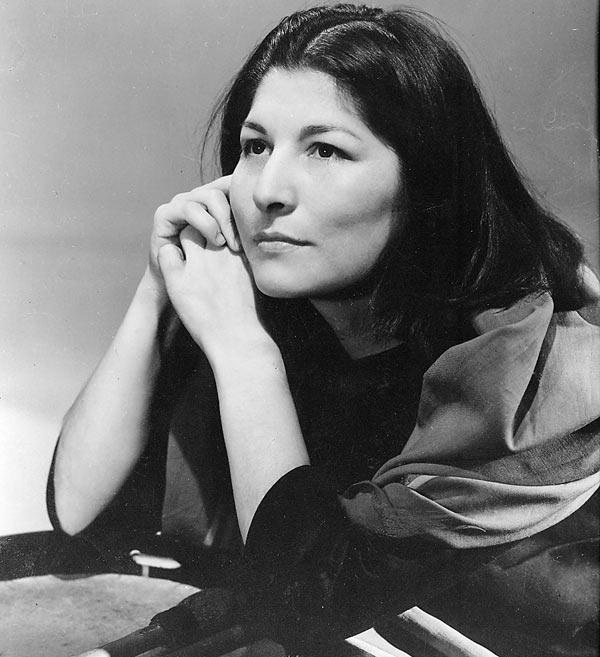
Mercedes Sosa.

## Principios
El texto de la Carta está estructurado en torno a 4 principios básicos o angulares, desplegados en 16 principios generales, desarrollados y complementados a su vez en 61 principios de detalle o de apoyo. Todos ellos van precedidos de un Preámbulo, y finalizan con un texto de conclusión (El camino hacia adelante).
Estos son los 16 principios generales:

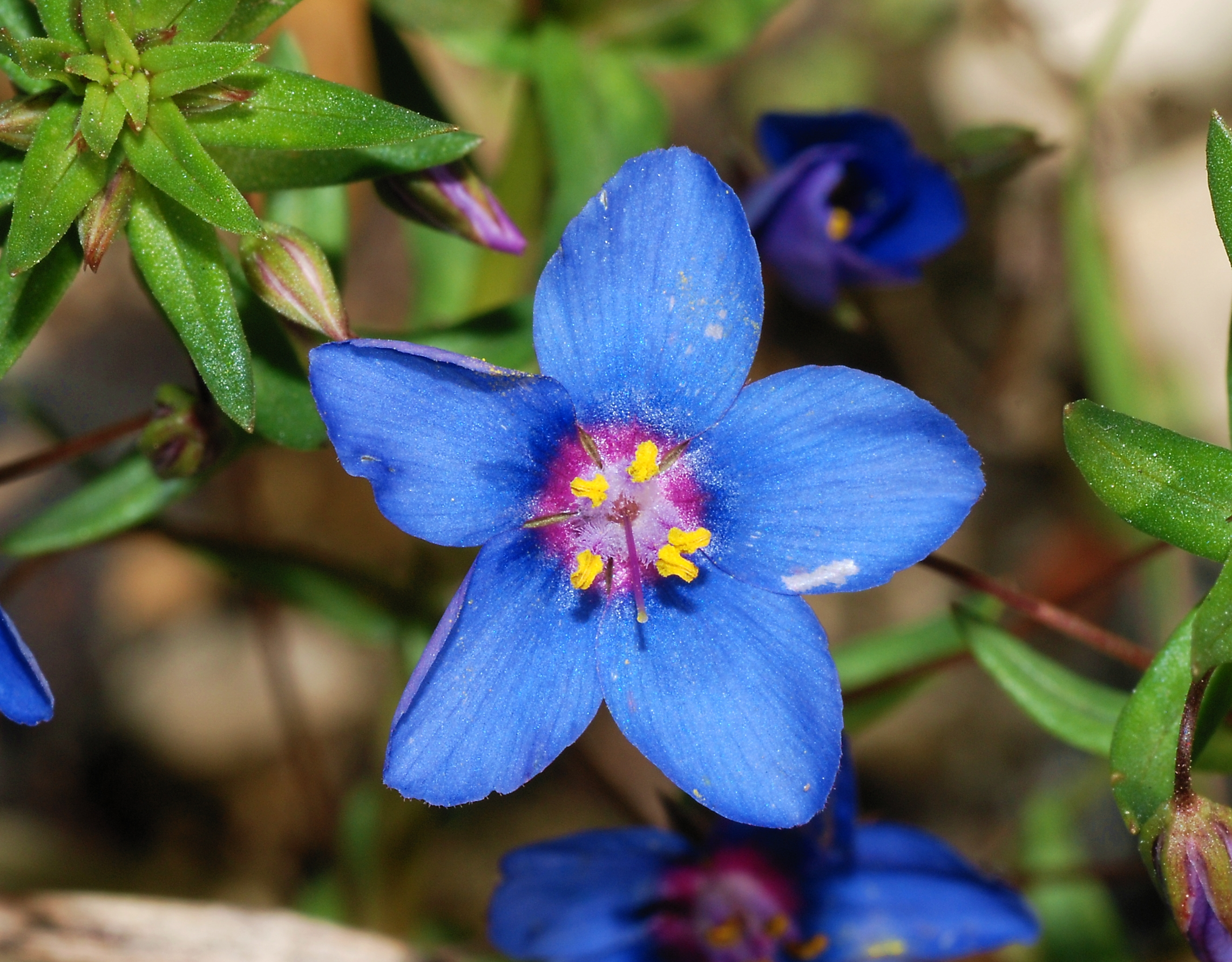
Pimpinela (Anagallis arvensis).

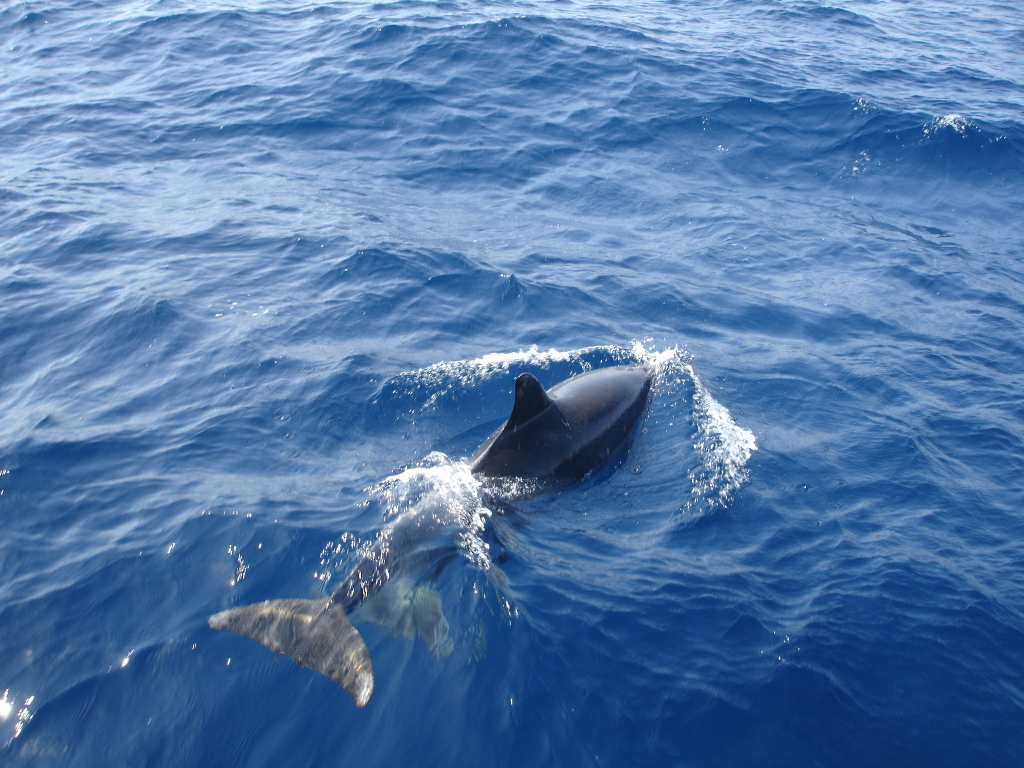
Delfines en el Estrecho de Gibraltar.

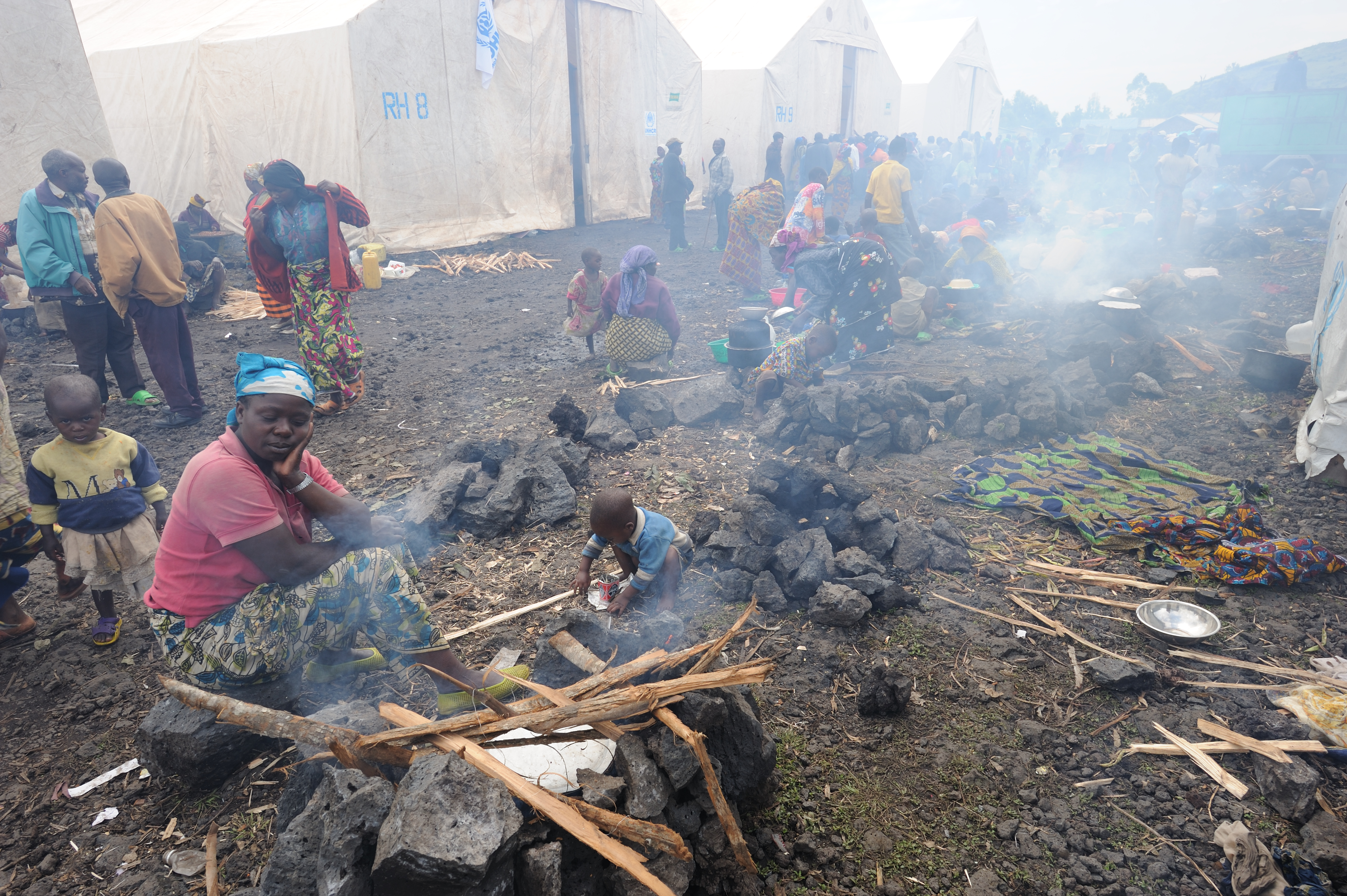
Campo de refugiados de Kibati, cerca de Goma, en Kivu del Norte - (República Democrática del Congo). Nov. 2008.

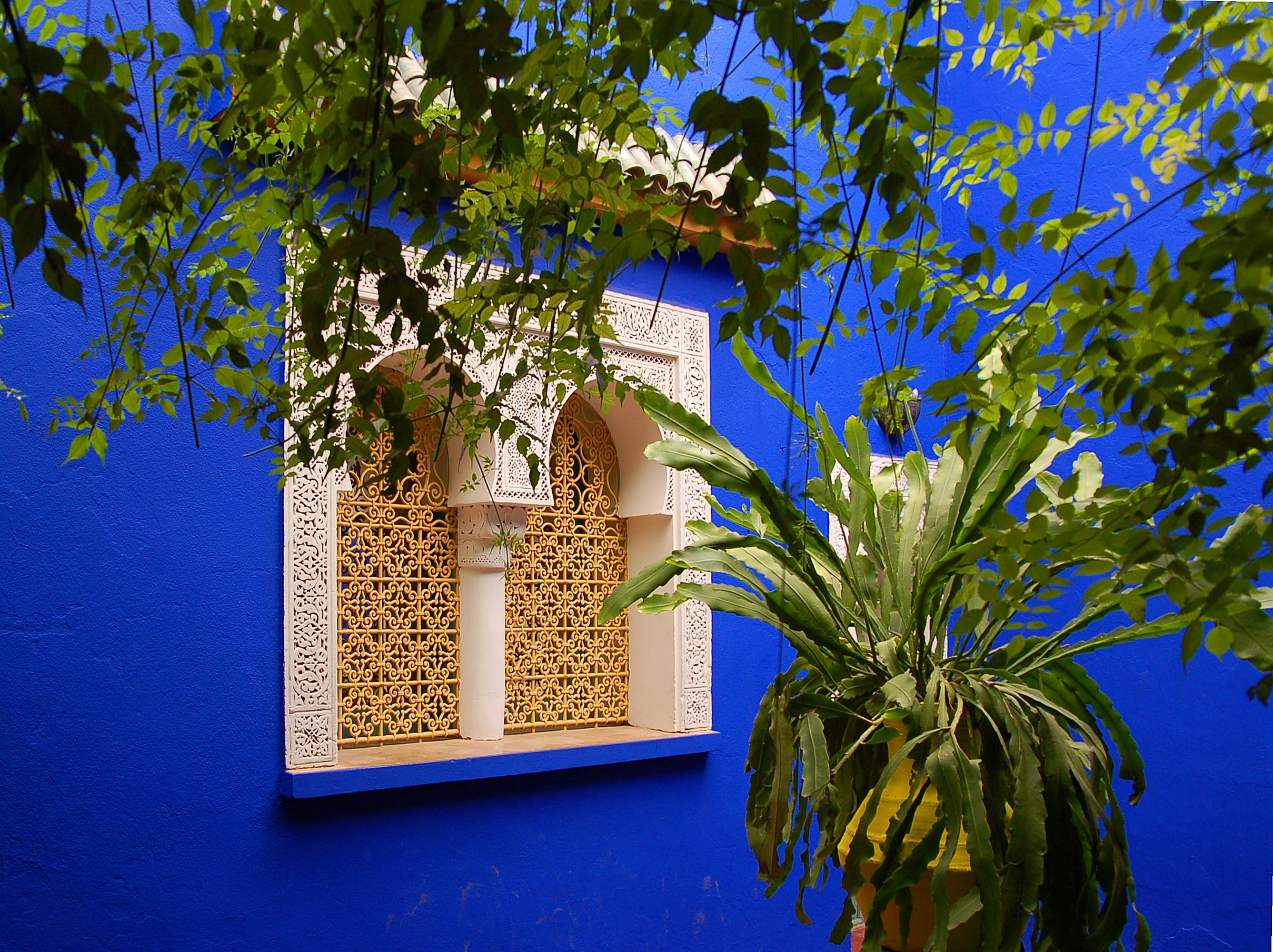
Jardin Majorelle. Marrakech. Marruecos. Luc Viatour.

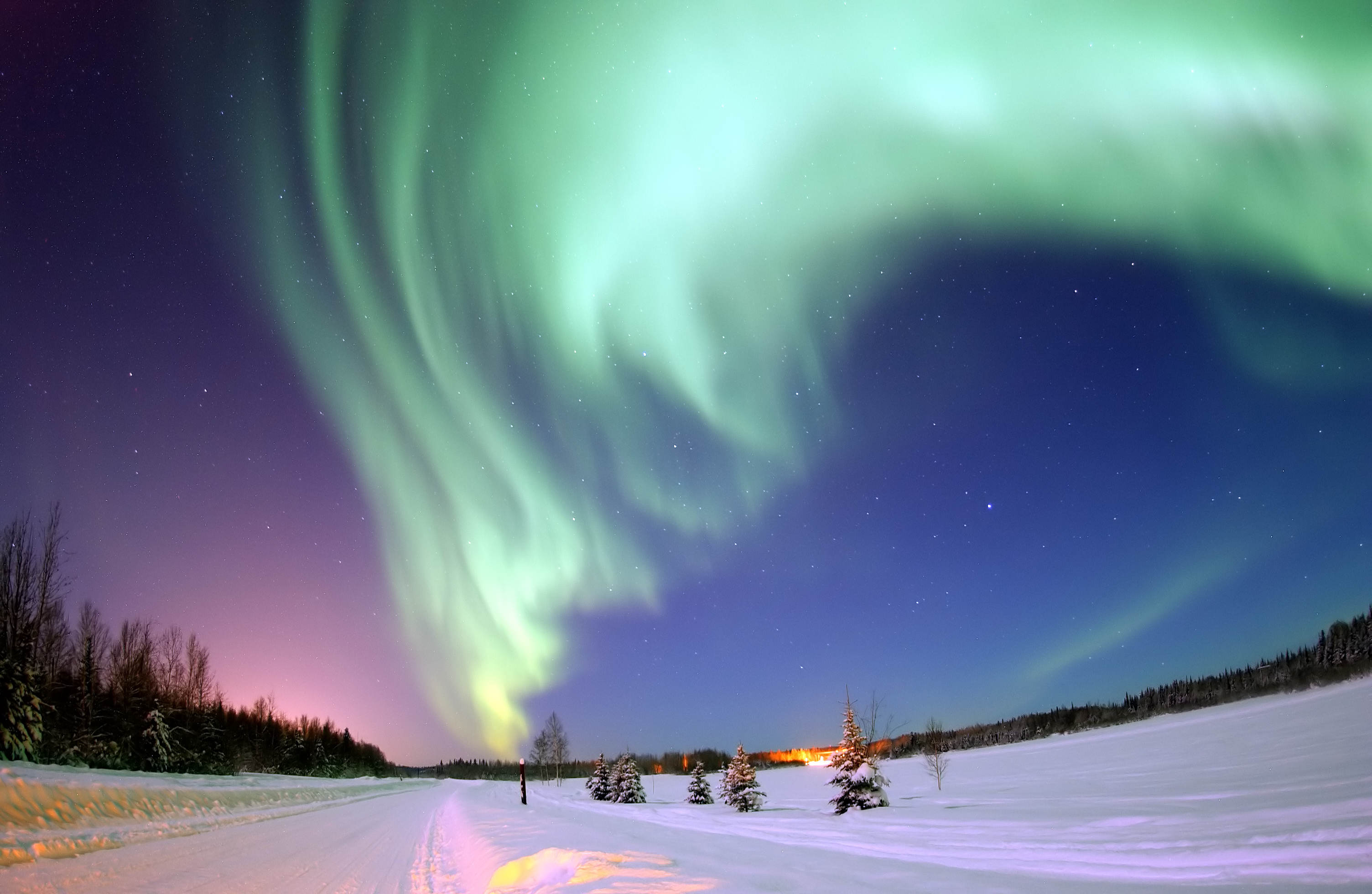
Aurora boreal sobre el Lago Bear, Fairbanks, Alaska, Estados Unidos.

I. Respeto y cuidado de la vida.
1. Respetar la Tierra y la vida en toda su diversidad.
2. Cuidar la comunidad de la vida con entendimiento, compasión y amor.
3. Construir sociedades democráticas que sean justas, participativas, sostenibles y pacíficas.
4. Asegurar que los frutos y la belleza de la Tierra se preserven para las generaciones presentes y futuras.
II. Integridad ecológica
5. Proteger y restaurar la integridad de los sistemas ecológicos de la Tierra, con especial preocupación por la diversidad biológica y los procesos naturales que sustentan la vida.
6. Evitar dañar como el mejor método de protección ambiental y, cuando el conocimiento sea limitado, proceder con precaución.
7. Adoptar patrones de producción, consumo y reproducción que salvaguarden las capacidades regenerativas de la Tierra, los derechos humanos y el bienestar comunitario.
8. Impulsar el estudio de la sostenibilidad ecológica y promover el intercambio abierto y la extensa aplicación del conocimiento adquirido.
III. Justicia social y económica
9. Erradicar la pobreza como un imperativo ético, social y ambiental.
10. Asegurar que las actividades e instituciones económicas, a todo nivel, promuevan el desarrollo humano de forma equitativa y sostenible.
11. Afirmar la igualdad y equidad de género como prerrequisitos para el desarrollo sostenible y asegurar el acceso universal a la educación, el cuidado de la salud y la oportunidad económica.
12. Defender el derecho de todos, sin discriminación, a un entorno natural y social que apoye la dignidad humana, la salud física y el bienestar espiritual, con especial atención a los derechos de los pueblos indígenas y las minorías.
IV. Democracia, no violencia y paz
13. Fortalecer las instituciones democráticas en todos los niveles y brindar transparencia y rendimiento de cuentas en la gobernabilidad, participación inclusiva en la toma de decisiones y acceso a la justicia.
14. Integrar en la educación formal y en el aprendizaje a lo largo de la vida, las habilidades, el conocimiento y los valores necesarios para un modo de vida sostenible.
15. Tratar a todos los seres vivientes con respeto y consideración.
16. Promover una cultura de tolerancia, no violencia y paz.

La Carta finaliza con estas palabras:

Que el nuestro sea un tiempo que se recuerde

por el despertar de una nueva reverencia ante la vida;
por la firme resolución de alcanzar la sostenibilidad;
por el aceleramiento en la lucha por la justicia y la paz;
y por la alegre celebración de la vida.

## La Carta hoy
Especialmente en la última década, la opinión pública ha ido concordando con la opinión científica de que se avecinan cambios dramáticos en los patrones de producción y consumo.
Desde el nacimiento del texto, y especialmente desde 2007, no ha dejado de crecer el respaldo formal y la legitimidad de la Carta. Han dado su apoyo explícito más de 5.000 organizaciones junto con multitud de adhesiones personales directas, configurando un respaldo global de millones de personas.

## El tercer pilar del desarrollo pacífico

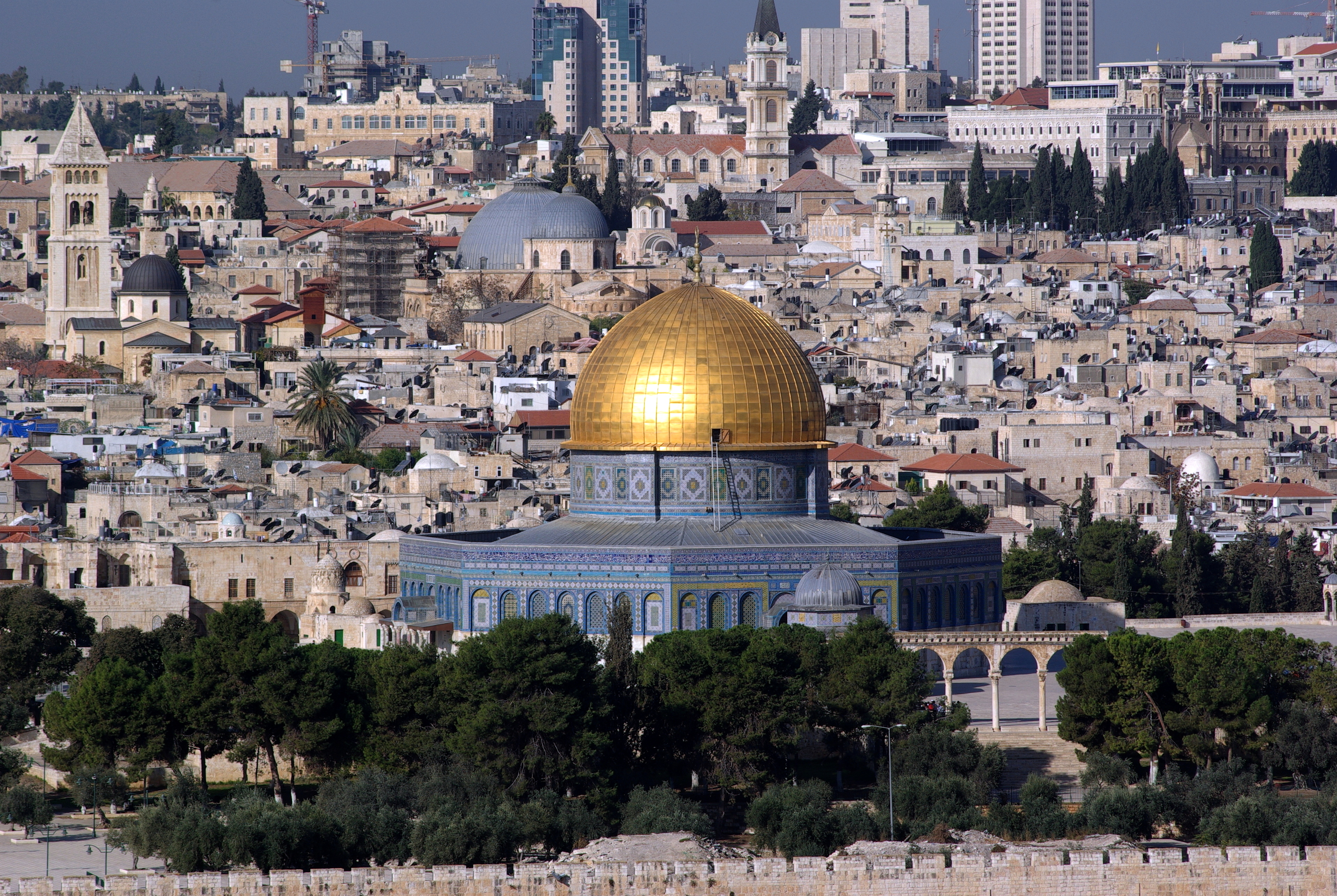
Jerusalén. Cúpula de la Roca. Al fondo, iglesia del Santo Sepulcro. En primera línea, abajo, almenas del Muro de las Lamentaciones.
"En medio de la magnífica diversidad de culturas y formas de vida, somos una sola familia humana y una sola comunidad terrestre con un destino común". (Preámbulo de la Carta).

- Mijaíl Gorbachov[10] afirma que el mundo actual encara tres problemas principales que abarcan a todos los demás:
  - el reto de la seguridad, armas de destrucción masiva y terrorismo;
  - el reto de la pobreza y de las economías subdesarrolladas; y
  - el reto de la sostenibilidad ambiental.

- Existen dos documentos en el derecho internacional al servicio de la comunidad mundial para enfrentar los dos primeros:
  - La Carta de las Naciones Unidas, que reglamenta las relaciones entre estados y, por consiguiente, establece normas de conducta para conseguir la paz y la estabilidad.
  - La Declaración Universal de los Derechos Humanos, que regula las relaciones entre estados y personas, y garantiza a todos los ciudadanos un conjunto de derechos inalienables que sus respectivos gobiernos deberán asegurarles.

La trascendencia de ambos documentos no debe sobreestimarse.
- Resulta evidente la necesidad de un tercer documento que pueda reglamentar específicamente las relaciones entre estados, individuos y naturaleza, definiendo los deberes de los seres humanos hacia el medio ambiente y hacia la comunidad de la Tierra.

- La Carta de la Tierra, que recoge los tres problemas, y no sólo el ambiental, bajo una idea amplia de sostenibilidad, parece estar llamada a llenar ese vacío, convirtiéndose en ese tercer pilar del desarrollo pacífico del mundo moderno.

- Sigue en marcha un proceso internacional de apoyo, con un número creciente de gobiernos locales y nacionales respaldando a la declaración (los de España, Brasil y México entre otros), así como la Unesco y multitud de organizaciones no gubernamentales[cita requerida].

El objetivo de ese proceso es la adopción de la Carta de la Tierra como referencia ética y jurídica sobre la sostenibilidad por las Naciones Unidas y la comunidad internacional. Se sigue trabajando a favor del reconocimiento oficial que, aunque pueda sorprender, todavía no se ha producido.
Sudáfrica, país anfitrión de la Cumbre de Johannesburgo en 2002, lideró entonces un gran esfuerzo internacional por reconocer la Carta de la Tierra, malogrado principalmente debido a la oposición de los Estados Unidos. Esto no es obstáculo a que la Declaración de Johannesburgo apoye explícitamente conceptos introducidos por la Carta, como el cuidado de la comunidad de la vida.

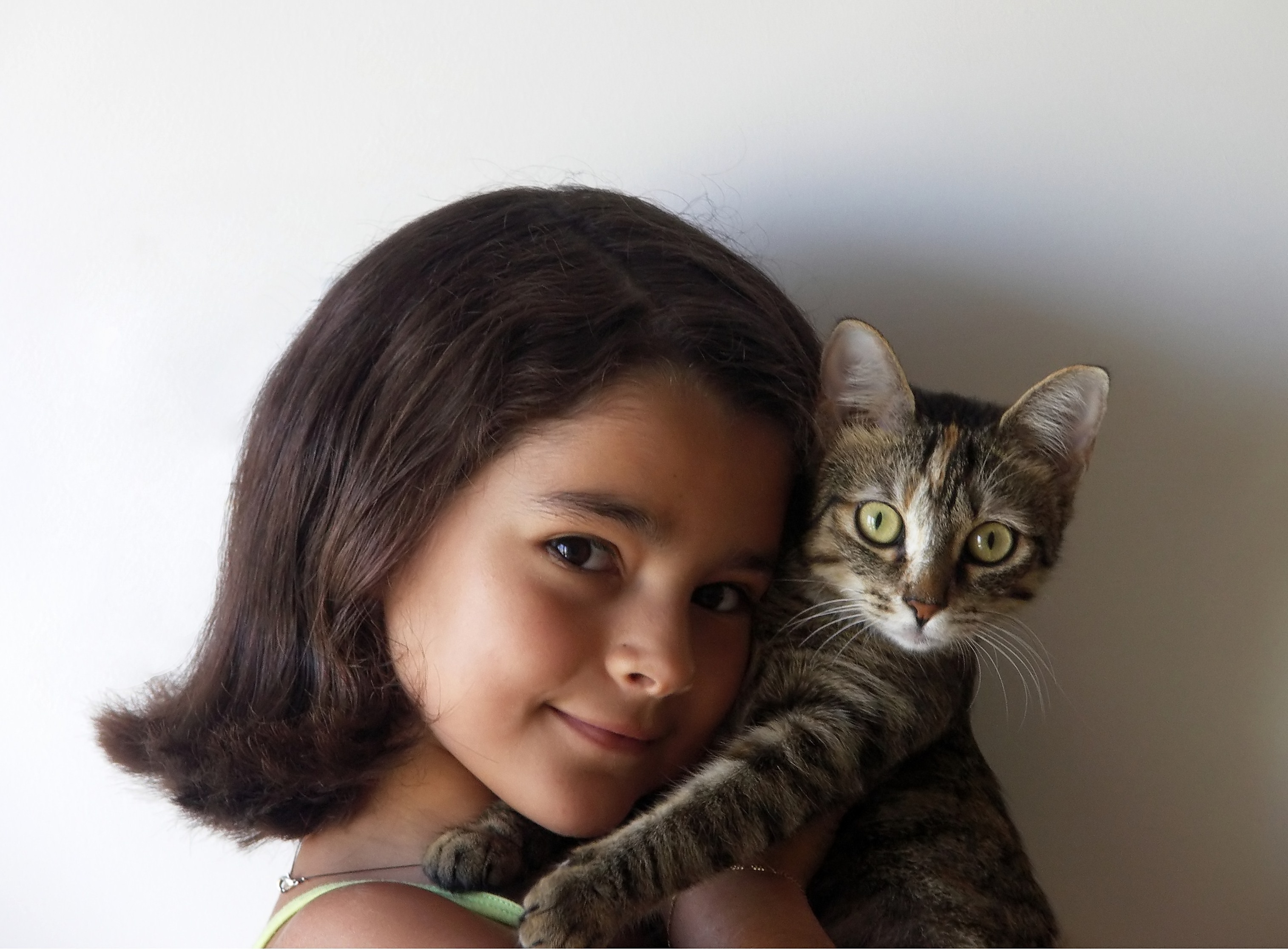
"El proceso requerirá un cambio de mentalidad y de corazón" (Texto final de la Carta: El camino hacia adelante).

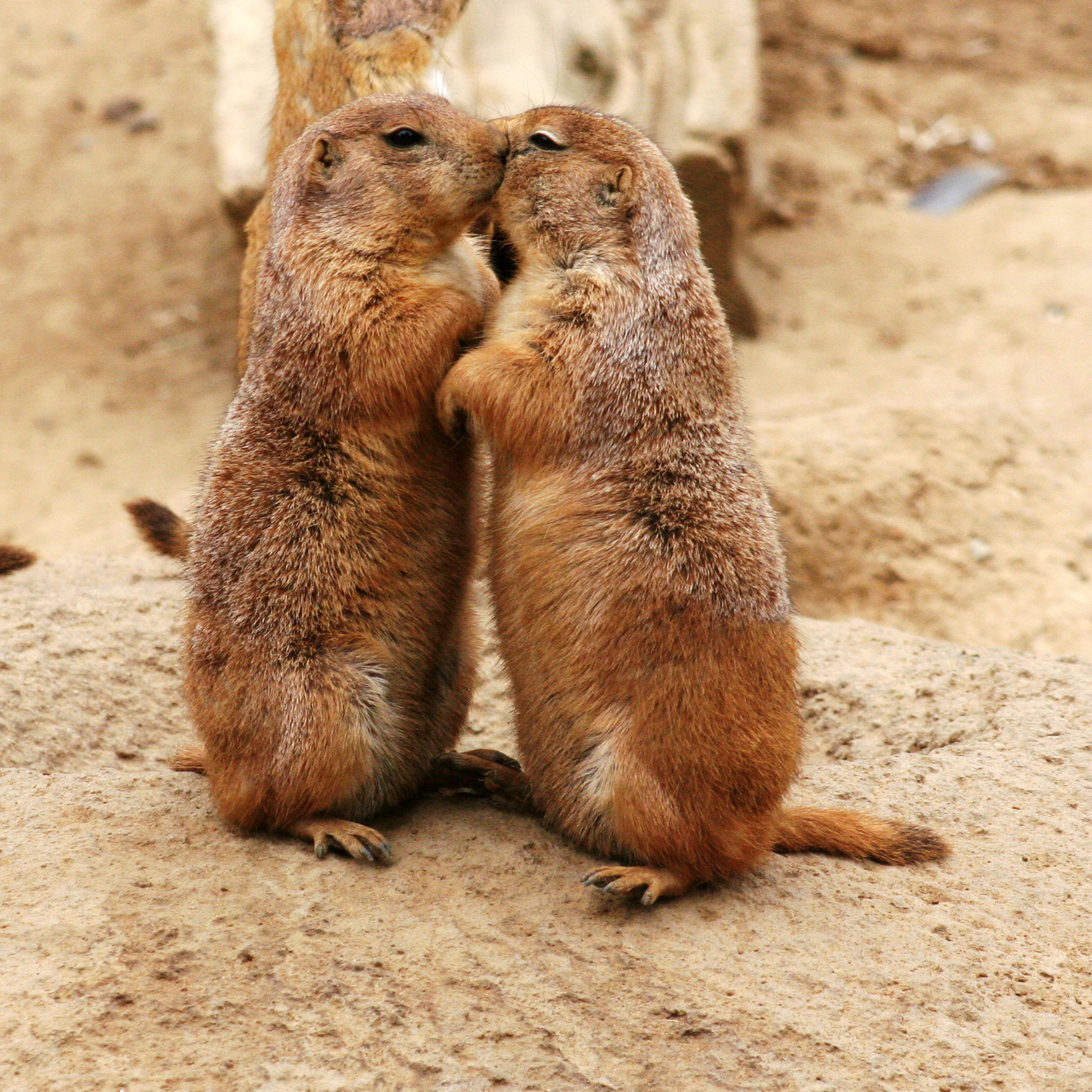
Perritos de la pradera (Cynomys).
"Cuidar de la comunidad de la vida, formada por todos los seres vivos, hasta los más pequeños".

- El ideal colectivo propuesto por la Carta no es sólo el de un desarrollo sostenible centrado en el medio ambiente y en sus factores económicos y sociales, sino el de un estilo o modo de vida sostenible.

Éste incluye a aquel, pero va más allá, promoviendo el cuidado de todas las formas de vida y la responsabilidad colectiva, solidaria, frente al destino común de la Tierra y la humanidad.
Porque "el desarrollo humano se refiere primordialmente a ser más, no a tener más".
- Un desarrollo sostenible permite a la Tierra, conservando su belleza, su integridad y sus abundantes pero limitados recursos, satisfacer las necesidades actuales de toda la humanidad de manera incondicional. Pero lo hace de forma que la Tierra pueda reproducirse, regenerarse y continuar su evolución, como lo ha hecho durante cuatro mil quinientos millones de años, satisfaciendo así también las necesidades de futuras generaciones.[13]

La forma actual de desarrollo, a nivel mundial, es absolutamente insostenible. Se dijo por el Club de Roma que de persistir este modelo de vida, la humanidad podría sufrir el mismo destino que los dinosaurios[cita requerida].
- La Carta habla de desarrollo sostenible, pero no hace de él su postulado central. Ese desarrollo sostenible, entendido en un sentido técnico, es lo que predomina en documentos oficiales de gobiernos y organismos internacionales. Tan abusivo ha sido su uso, que la palabra sostenibilidad (desde su nacimiento en el Informe Brundtland), se ha ido vaciando de contenido hasta equipararse a una mera técnica medioambiental, utilitaria.

- La Carta recupera y activa de nuevo el concepto de sostenibilidad uniéndola a la solidaridad. Es la vida quien tiene prioridad, no la técnica, mera herramienta a su servicio. La Carta asume como necesario el desarrollo sostenible, y a la vez dirige su enfoque hacia la comunidad de la vida, formada por todos los seres vivos, hasta los más pequeños. Esta comunidad, en toda su espléndida diversidad, constituye la realidad más amenazada.[12]

- Junto con la comunidad de la vida, la Carta plantea su protección, la atención hacia ella, y el reconocimiento de cada ser vivo y de su valor intrínseco.[14] Éste es, pues, un nuevo concepto de sostenibilidad a partir de la Carta de la Tierra: cuidado de la comunidad de la vida con entendimiento, compasión y amor.[12]

Este modo de vida sostenible, solidario, retoma lo ambiental y lo biológico como ejes, pero dentro de un conjunto más amplio junto con lo social, lo político, lo económico, lo cultural, lo ético y lo personal: todos los aspectos de la vida están entrelazados, y de ahí que sea necesaria esa visión de conjunto, amplia, fraternal y solidaria, de la ecología y la sostenibilidad. Todos somos uno.

## Un punto de partida, un proceso

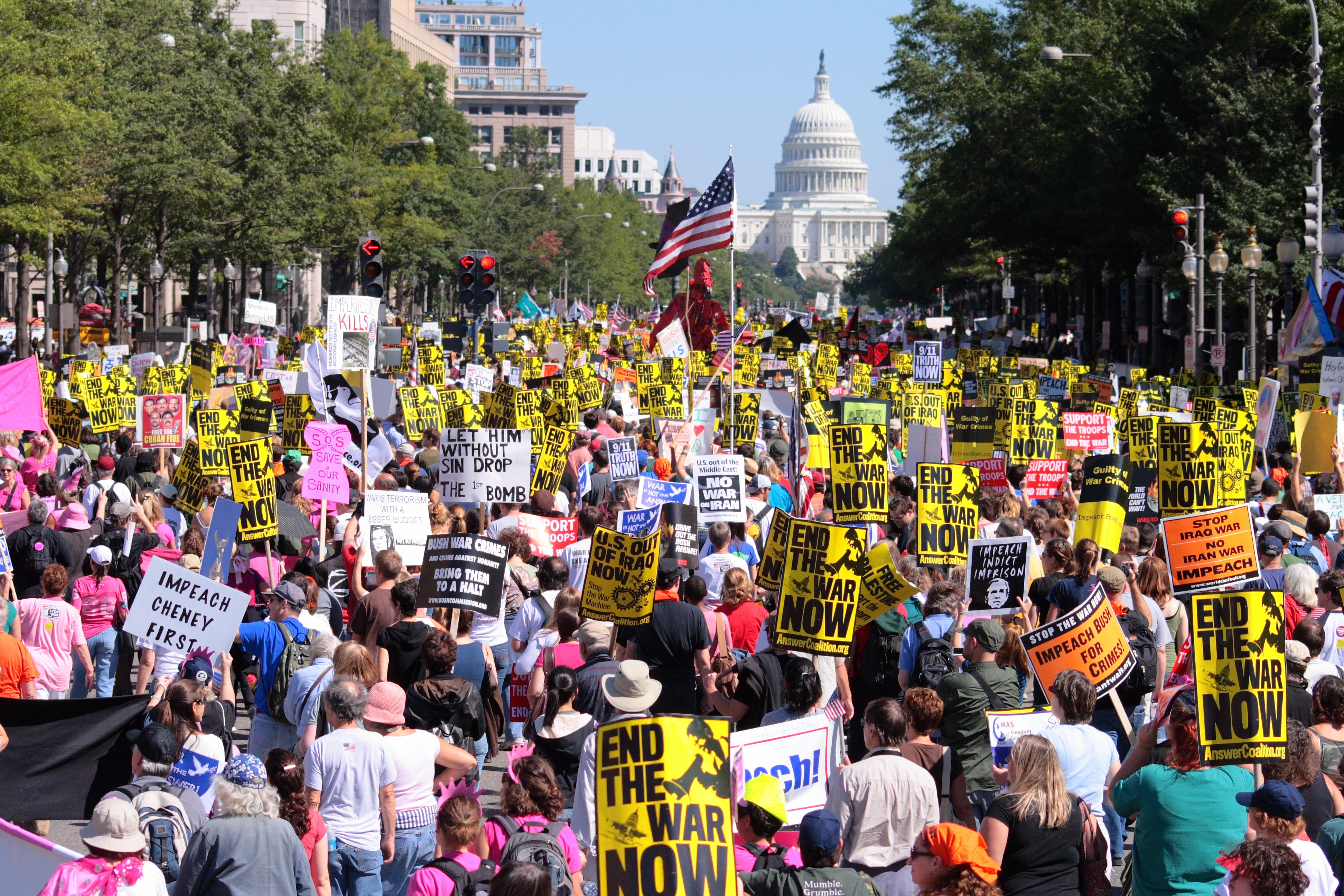
Marcha pacifista hacia el Capitolio en Washington D.C. (Estados Unidos) (15 sept. 2007).
"Somos ciudadanos de diferentes naciones y de un solo mundo al mismo tiempo" (Preámbulo de la Carta)

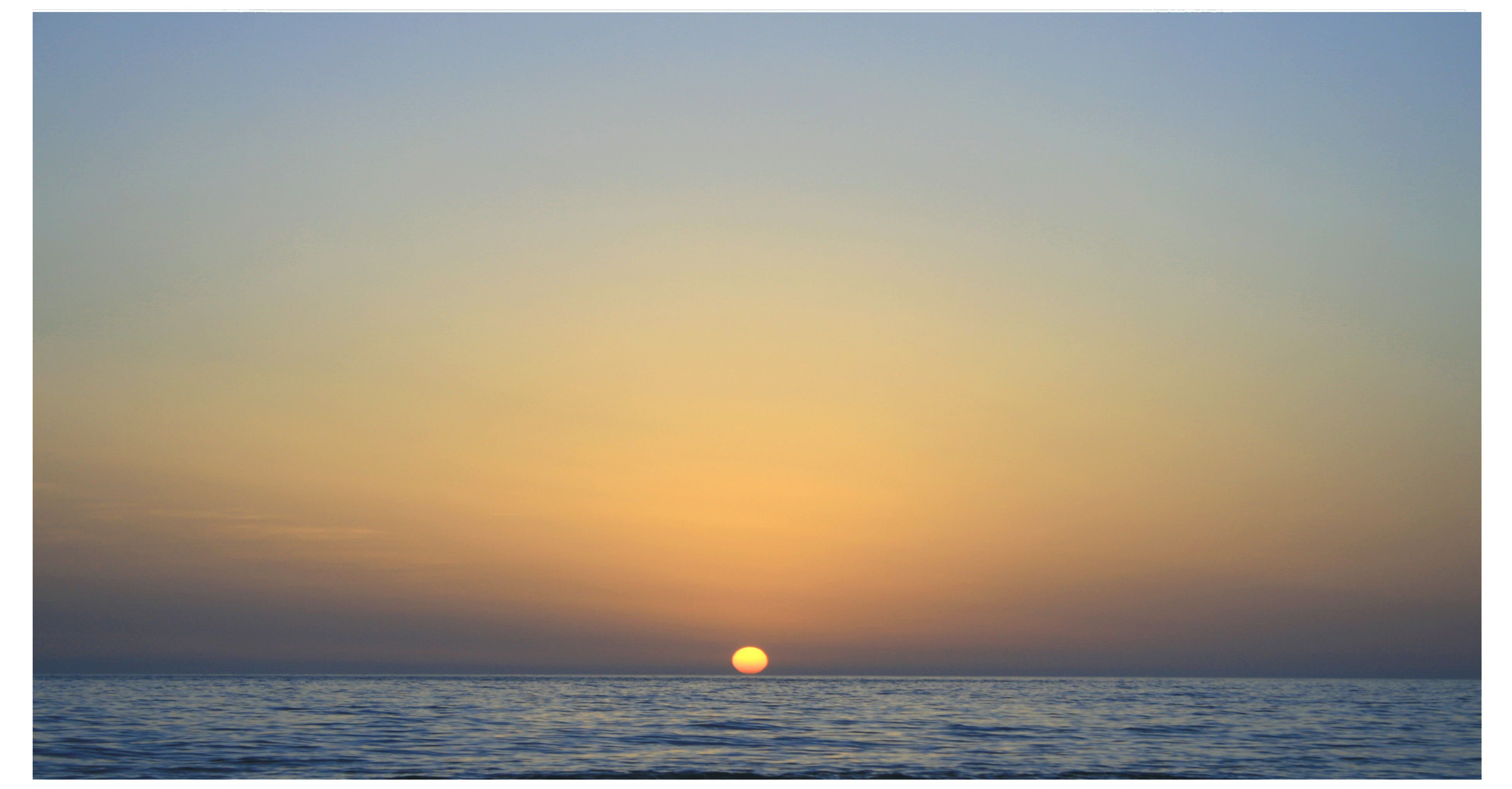
"Vivir con reverencia ante el misterio del ser, con gratitud por el regalo de la vida, y con humildad respecto al lugar que ocupa el ser humano en la naturaleza" (Preámbulo de la Carta).

- Desde sus primeros años, la Carta de la Tierra ha buscado promover un proceso de transformación, de crear una conciencia de ciudadanía global, un sentido de responsabilidad universal.[15] Este proceso o Iniciativa[16] se basa en una extensa red colectiva internacional, diversa, descentralizada y voluntaria, que se ha ido formando estos años.

- La Carta de la Tierra no es, pues, algo cerrado y finalizado en el 2000, sino un punto de partida para esa Iniciativa, cada día más viva y más abierta. Esto es especialmente importante en estos tiempos de crisis.

- Se están produciendo transformaciones intensas en lo económico, en lo financiero y en la energía, pero también en lo político, en lo social, en la educación, en las empresas, en la comunicación, en la forma de pensar y de vivir, en las ideas, en las actitudes. Probablemente las cosas nunca vuelvan a ser como antes.

Se ha dicho que ésta no es sólo es una crisis material o económico-financiera, sino una crisis del modelo de sociedad actual. Así pues, esta crisis reflejaría otra más profunda, una crisis de fundamentos, de los principios que han presidido la evolución humana durante los últimos siglos: interés individual, competición, rendimiento financiero, acaparamiento, dominación, despilfarro ecológico. De todos es conocido que la sociedad mundial vive ahora en el centro de una formidable crisis de sentido, de falta de rumbo histórico.
Es a ese nivel donde la Carta de la Tierra puede aportar su contribución más singular.

## Temas controvertidos de la Carta de la Tierra
Al ser la Carta de la Tierra una declaración internacional de visiones y principios para un comportamiento sostenible y solidario en este siglo, es normal que se produzcan debates o discrepancias en algunos puntos.
(Ver el texto de laCarta).
Cuando la Comisión de la Carta de la Tierra aprobó en el 2000 la versión final del documento, se reconoció que el diálogo global sobre los temas que aborda la Carta debía continuar.
Los principales temas de controversia:
- La ecología en la Carta. Su concepto en la declaración es más amplio y sincero de lo que ha sido habitual hasta el lanzamiento de ésta en el 2000. No es una cuestión trivial, habida cuenta de que la ecología es el pilar fundamental de la Carta de la Tierra.
- El alcance de la Carta: qué es y qué no es la Carta de la Tierra. Hay opiniones para las que el documento se queda en posiciones excesivamente genéricas, y debería ser más preciso en propuestas y medios a emplear. Otras apreciaciones recelan de cualquier concreción de la Carta como lesiva para la libertad personal.
- Las religiones, la ética, lo espiritual en la Carta. Por primera vez en un documento civil internacional, se reconoce la importancia de la dimensión espiritual de la vida. La Carta ha suscitado elogios de personalidades religiosas como el Papa Juan Pablo II o el Dalái Lama. A la vez ha sido objeto de descalificaciones por parte del conservadurismo extremo.[cita requerida]
- Otros temas de debate, más concretos: la posición de la Carta respecto a las discriminaciones sociales por motivos de género o de orientación sexual, respecto al aborto, y respecto a las políticas de planificación familiar.

## La ecología en la Carta

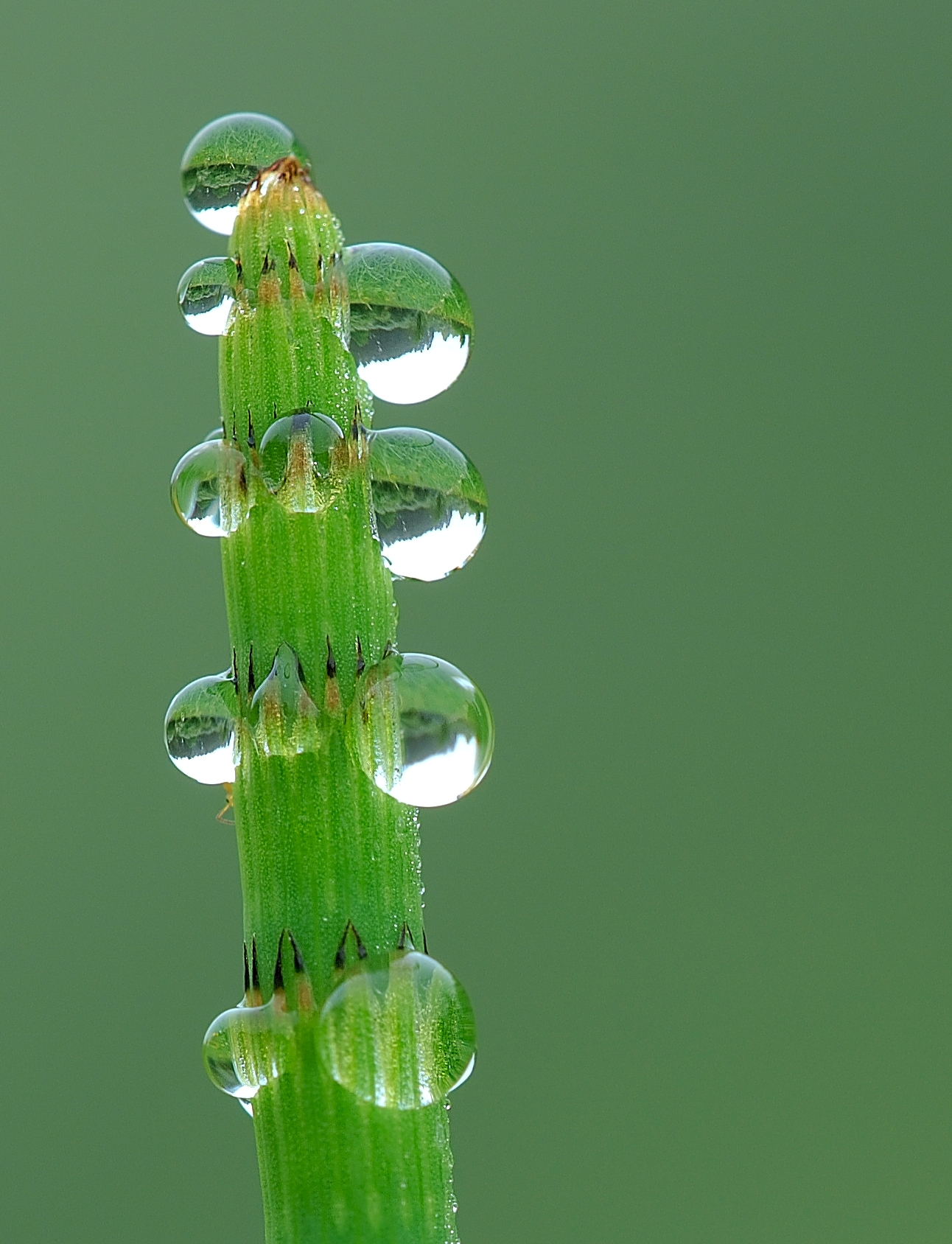
"Que el nuestro sea un tiempo que se recuerde por el despertar de una nueva reverencia ante la vida"
(Texto final de la Carta - El camino hacia adelante).
Rocío matinal sobre una planta equisetácea en la reserva natural Marie Mouchon. Ciney. Bélgica. Foto: Luc Viatour.

### Un concepto amplio de lo ecológico y lo sostenible
La idea tradicional de la ecología se ha referido a la preservación del medio ambiente, es decir, al respeto y a la racionalidad en el uso de los recursos naturales.
El concepto de sostenibilidad, tal como fue introducido por el Informe Brundtland en 1987, une la ecología a los factores económicos y sociales del desarrollo. Desde entonces lo ecológico, que es la base de lo sostenible, ya no será sólo un asunto técnico.
A partir de la Carta de la Tierra se dan dos pasos más allá en el concepto de sostenibilidad:
- Por un lado, la ecología se orienta no sólo hacia la utilización sensata de los recursos naturales, sino también hacia el cuidado benévolo y compasivo de todos los seres vivientes que forman la comunidad de la Tierra.
- Por otro, sigue teniendo en cuenta la justicia social y el desarrollo económico como factores que conforman junto con ella la sostenibilidad, pero abarca también factores culturales y éticos en esta nueva idea de lo sostenible.

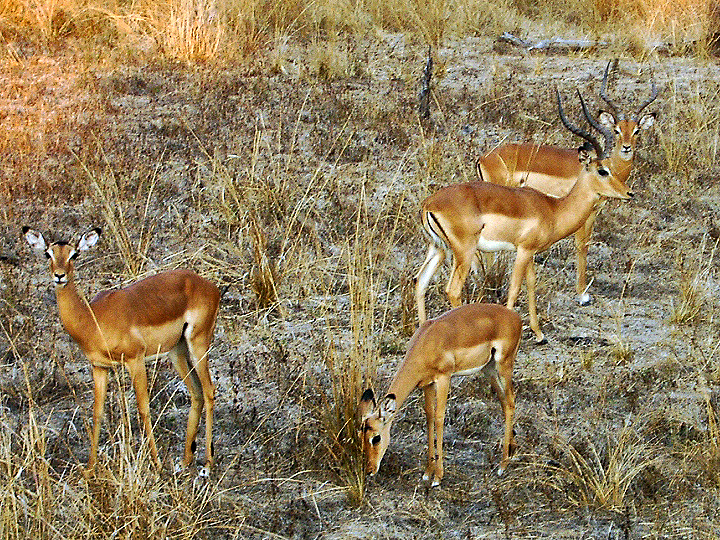
"Tratar a todos los seres vivientes con respeto y consideración". (Principio 15)
Impalas (aepyceros melampus). South Luangwa National Park. Zambia.

Por ello la Carta no considera la ecología sólo como una técnica para manejar recursos escasos, sino sobre todo como un nuevo modelo para relacionarse con la naturaleza, viendo cómo "todos los seres conectados entre sí" forman un sistema inmenso y complejo.
La declaración asume así las cuatro grandes tendencias del discurso ecológico: ambiental, social, profunda, e integral.
Una ecología puramente técnica o puramente política también pueden cometer disparates, y de hecho los cometen. Es necesaria una óptica más amplia.
En la visión del documento las cuatro ecologías son convenientes y mutuamente complementarias.
Todas ellas están bien reflejadas de forma conjunta en el Preámbulo, y más específicamente en otras partes de la Carta, de forma imbricada unas con otras:

### Ecología ambiental
Busca corregir a través de soluciones jurídicas, económicas, tecnológicas, etc. los excesos de la voracidad del proyecto industrial mundial, que siempre implica altos costes ecológicos.
Es una visión técnica de los problemas, centrada en solucionar su aspecto material, inmediato.
El capítulo II de la Carta la recoge ampliamente.

### Ecología social
Considera los problemas ecológicos como manifestaciones de conflictos y carencias sociales.
Se ocupa por ello de impulsar el desarrollo social, atender los problemas demográficos, erradicar la pobreza, promover unas relaciones humanas y laborales justas, la salud, la educación, el bienestar social y la dignidad humana.
Es una visión sociológica y política, que busca hacer frente al desequilibrio ecológico con una actitud solidaria: la ecología no tiene que ver sólo con el medio ambiente, sino con el ambiente entero.
Aparece sobre todo en los capítulos III y IV de la Carta.

### Ecología mental

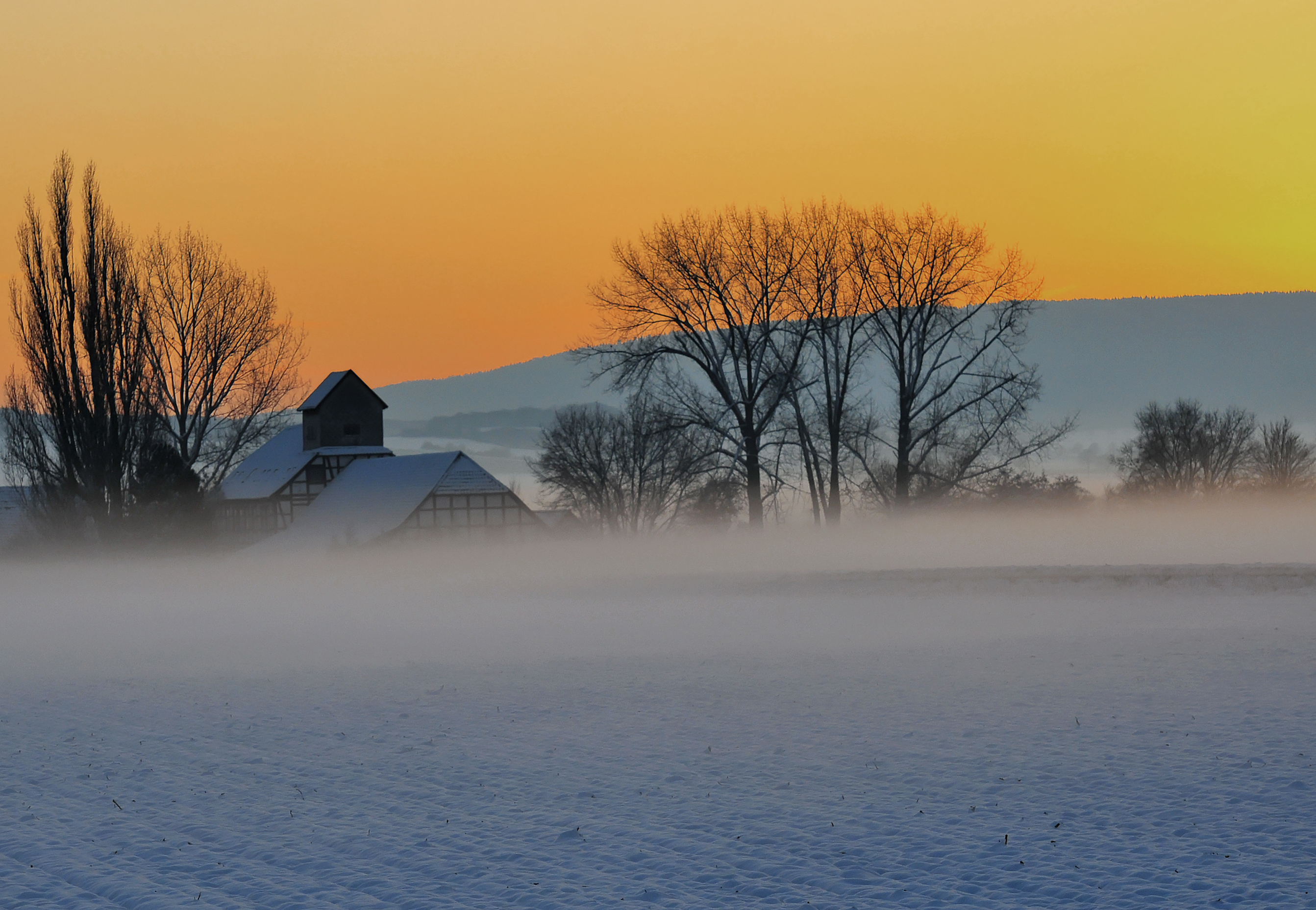
"Adoptar patrones de producción ... que salvaguarden las capacidades regenerativas de la Tierra". (Principio 3 de la Carta)
Molino de agua "Rosenmüller" en el río Haller. Niedersachsen. Alemania.

La ecología profunda (deep ecology), también llamada ecología mental, sostiene que los problemas ecológicos se deben al tipo de mentalidad todavía hoy generalizada.
Esta mentalidad, explotadora, dominadora y ególatra, conduce a la guerra, a la violencia, a la discriminación. Respecto a la Tierra, se traduce en una sociedad antropocéntrica, centrada en el ser humano como única referencia, como rey/reina absolutos del universo, y por tanto en inevitable conflicto con los demás seres vivos y con la Tierra.
Por ello esta corriente propugna un cambio cultural, hacia una mentalidad biocéntrica: el hombre siempre en armonía con la vida, con la naturaleza, no sobre ella ni fuera de ella, al mismo nivel que las demás personas y seres vivos. Es una propuesta ecológica de fraternidad planetaria, que se centra en la forma de pensar y de vivir. San Francisco de Asís podría representarla perfectamente.
Aparece en todo el texto, continuamente.

### Ecología integral

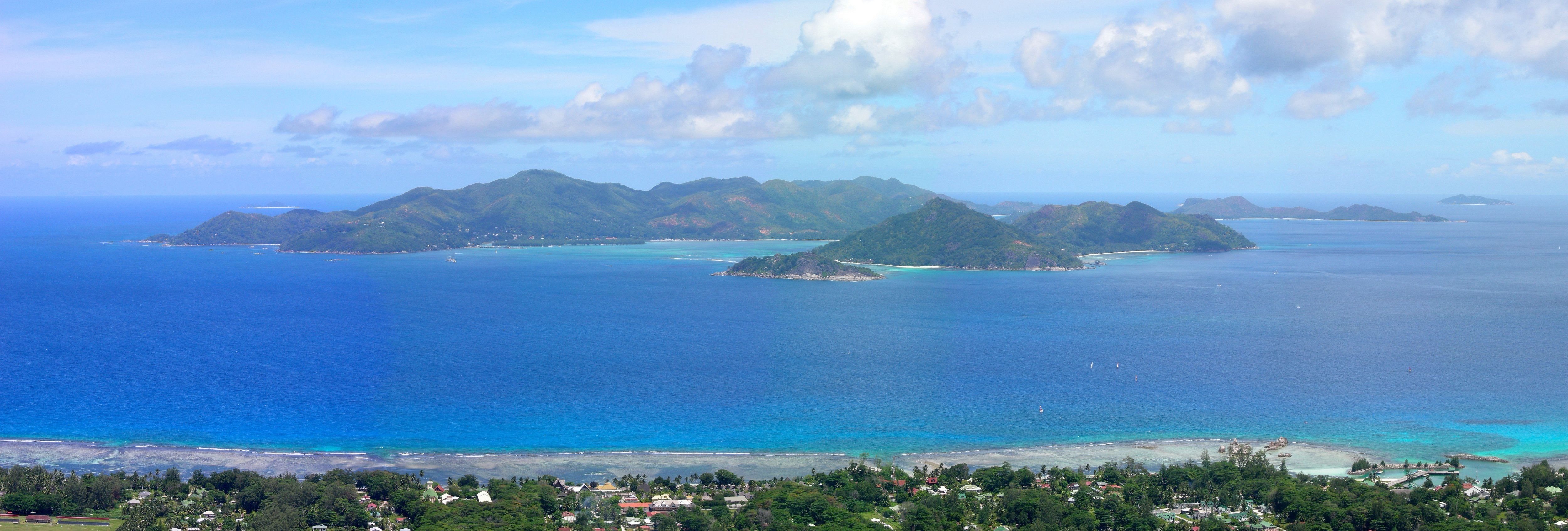
"Asegurar que la belleza de la Tierra se preserve para las generaciones presentes y futuras". (Principio 4 de la Carta).
Isla de Praslin, Seychelles.

Una comunidad con un destino común, como "parte de un vasto universo evolutivo". Es la percepción de la Tierra que nos transmiten los astronautas desde el espacio exterior: desde allí no hay diferencia entre la Tierra y la humanidad. Son - somos - lo mismo, y sin duda parte de un todo que es el cosmos intergaláctico, el universo.
Da una perspectiva cósmica, y su propuesta es de ir hacia una percepción holística o de conjunto: todo tiene que ver con todo, todo está interconectado, todos hemos de cuidar de todos, sin excluir de este cuidado al espacio exterior.
Es la visión que subyace en todo el documento, y especíalmente en el último de los principios de detalle, que afirma:)

## El alcance de la Carta

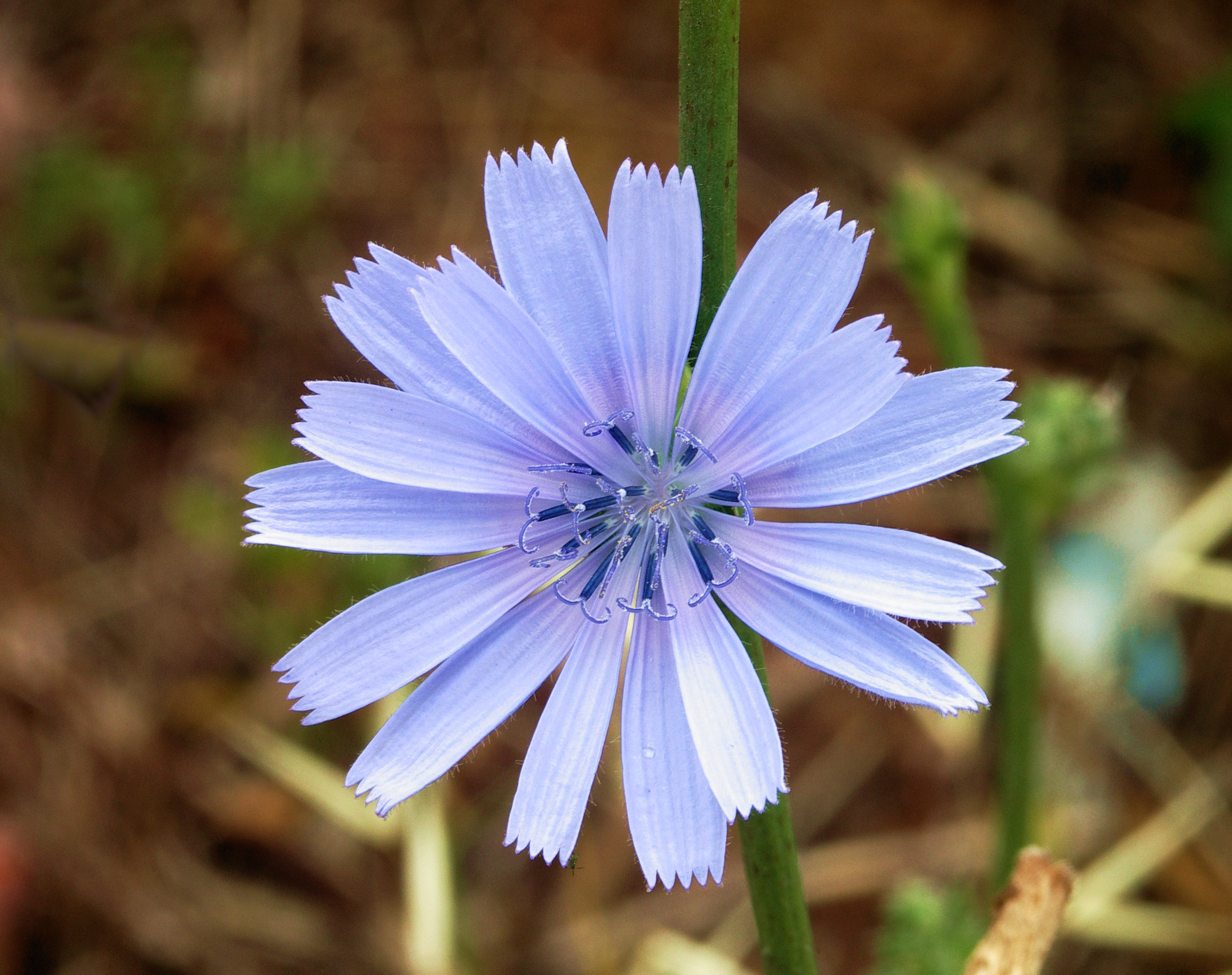
"Reconocer que toda forma de vida, independientemente de su utilidad, tiene valor para los seres humanos" (Principio 1.a de la Carta)
Achicoria (Cichorium intybus).

La Iniciativa de la Carta de la Tierra es la traducción a la práctica de esa declaración para una sociedad mundial sostenible, solidaria, justa y pacífica en este siglo XXI.
La presentación de la Carta de la Tierra Archivado el 21 de mayo de 2009 en Wayback Machine. en el 2000 ha sido el punto de partida para ese movimiento internacional o Iniciativa, que ya había ido tomando forma en la sociedad civil en los años anteriores con ocasión de la elaboración de la declaración.
La famosa frase Piensa globalmente, actúa localmente resume bien el contenido de la Iniciativa.
La Carta de la Tierra tiene así dos aspectos:
- Un aspecto teórico o de pensamiento: la declaración y sus propuestas.
- Un aspecto práctico o de actuación: la Iniciativa, o red civil de personas, grupos y organizaciones alineados con la Carta.

Dentro de este aspecto práctico, a su vez, hay dos enfoques o direcciones de actividad:
- Un enfoque educativo, formativo, y también de difusión de la Carta.
- Un enfoque productivo, de transformación material de las condiciones de vida del planeta.

Estas características son inseparables.

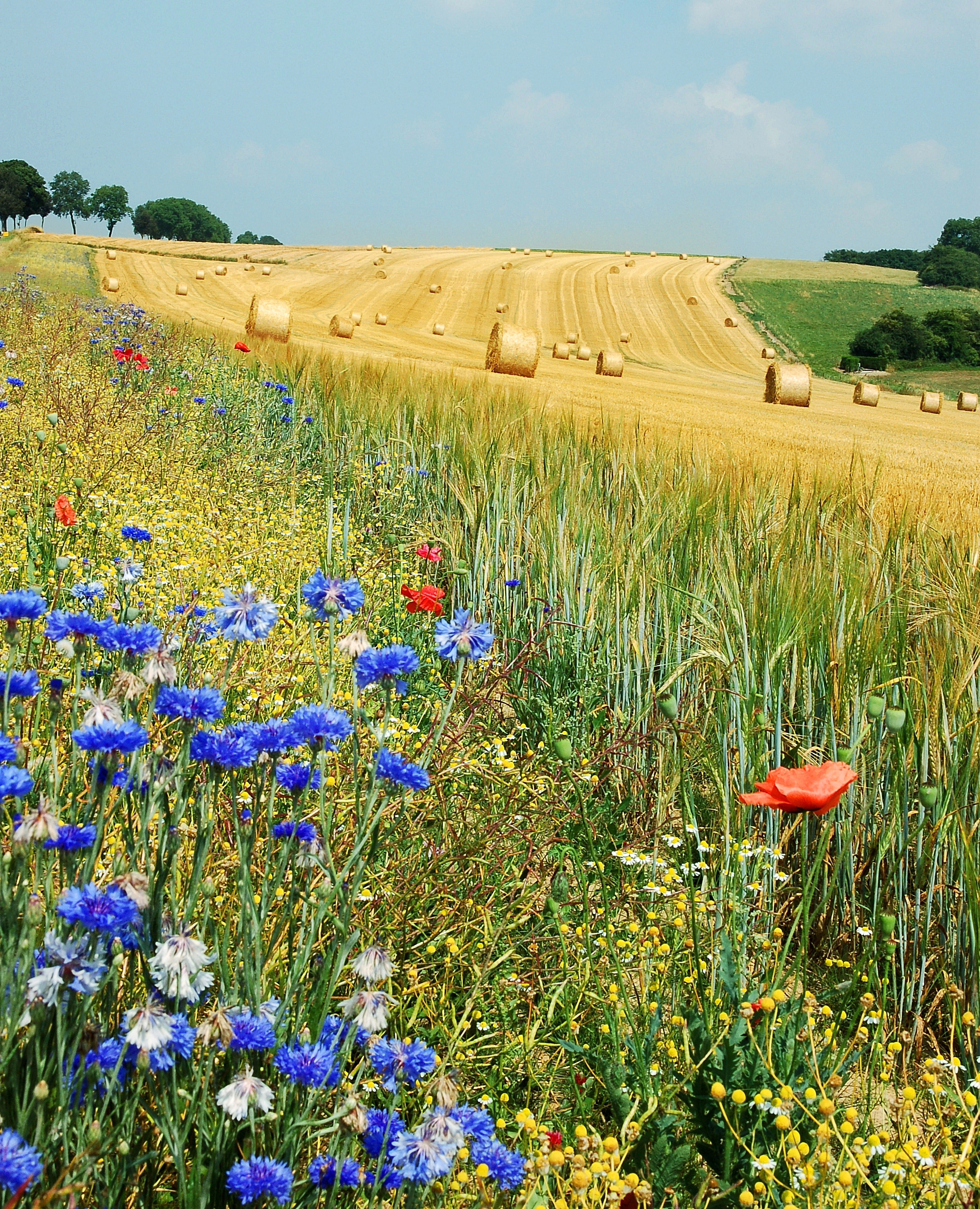
"Adoptar formas de vida que pongan énfasis en la calidad de vida y en la suficiencia material en un mundo finito". (Principio 7.f)
Campo después de la siega. Hamois. Bélgica. Foto: Luc Viatour

### ¿Para qué sirve la Carta de la Tierra?
¿Es realmente útil una declaración tan trivial, tan de sentido común que es casi imposible no estar de acuerdo con lo que dice?
¿Sólo con un documento, aunque tenga un contenido atractivo y movilizador, como éste, sólo con buenas palabras y buena voluntad va a ser posible transformar la Tierra en una sociedad sostenible, pacífica, solidaria?
Estas preguntas se han sucedido continuamente desde la proclamación de la Carta en el 2000.
¿Cuál es el alcance, la utilidad real de la Carta?

### Lo que no es la Carta de la Tierra

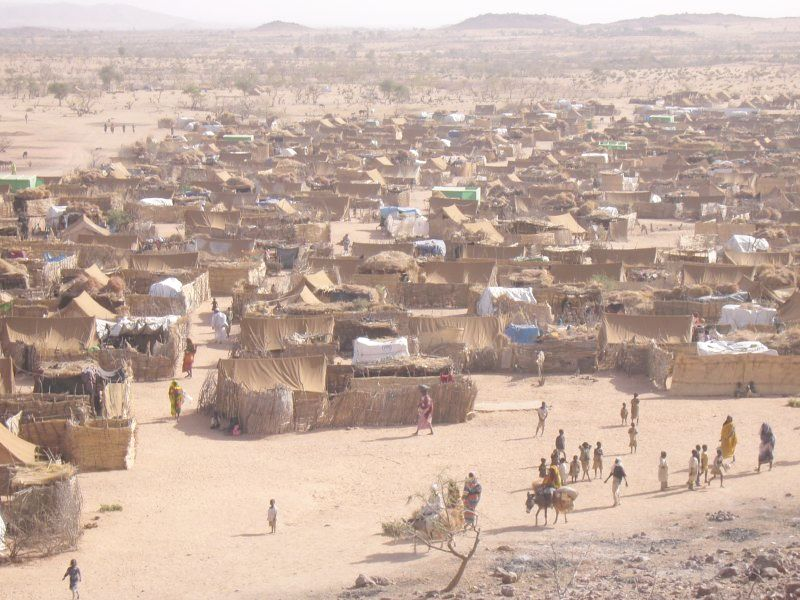
"Reconocer a los ignorados, proteger a los vulnerables, servir a aquellos que sufren". (Principio 9.c de la Carta)
Campo de refugiados de Darfur en Chad.

#### No es una declaración universal más
Sólo con una declaración no se transforma el mundo. El destino habitual de una declaración de éstas es el “panteón de declaraciones ilustres”: se proclaman, se celebran, todo el mundo está de acuerdo con lo que dice, y casi nadie hace por cumplirlo. Finalmente, se le pone un hermoso marco, y ahí se queda.
Esa no parece ser la finalidad de la Carta de la Tierra. Tiene voluntad de ser una referencia no sólo teórica, sino también en el derecho internacional, y de ahí su intención de ser reconocida por las Naciones Unidas. Para que así pueda ser, y también para que esa referencia sea operativa, eficaz, está el movimiento o Iniciativa. Ésta es una diferencia fundamental con otras declaraciones.
Además no quiere ser sólo un documento oficial, sino sobre todo un texto inspirador en la vida real para personas, grupos y organizaciones.

#### No es una declaración ecologista al uso
No lo es si por ecología se entiende sólo una técnica medioambiental, como durante tanto tiempo se ha hecho.
Pero si se recupera el sentido genuino de la ecología, como ciencia de nuestra casa (oikos = casa, en griego), la Tierra, y cuanto en ella habita, realmente toda la Carta de la Tierra es pura ecología. De la mejor: sostenible (esto es, que aúna ecología con desarrollo económico y social) y solidaria (que cuida de toda la comunidad de la vida, de todos los seres vivos, humanos o no).
La ecología se inserta así en una perspectiva global, expuesta con brillantez en el Preámbulo y en el texto final, y desplegada en una actitud de cuidado y respeto (capítulo I), justa (capítulo III) y de paz (capítulo IV), además de ambiental y sostenible (capítulo II). La ecología es el pilar básico de la Carta, alrededor del cual se articulan todas las demás cuestiones.

ver también
La gran comunidad de la vida: una visión solidaria de la sostenibilidad
y
La ecología en la Carta

#### No es una ONG

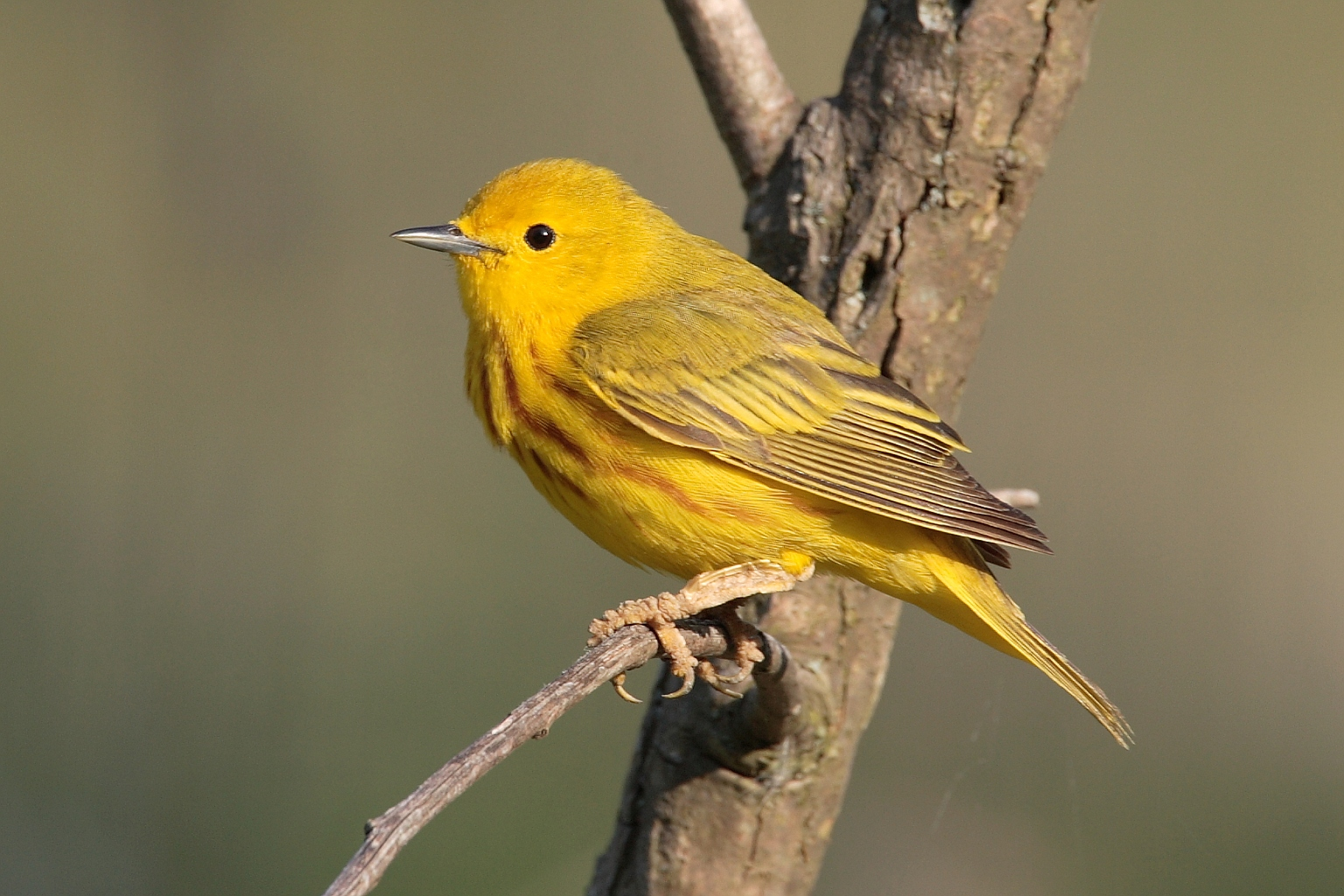
"Eliminar la toma o destrucción de especies por simple diversión, negligencia o desconocimiento." (Principio 15.c de la Carta).
Canario del manglar. Dendroica petechia. Reserva Prince Edward Point.
Ontario. Canadá.

La Iniciativa de la Carta de la Tierra no es otra ONG. Ya hay muchas, suficientes y excelentes, en el campo de la solidaridad, de la ecología, del desarrollo. Han conseguido movilizar la conciencia social de la humanidad a niveles sin precedentes.
Una ONG más, dedicada a promover la Carta y sus visiones, probablemente sería costosa e ineficiente, dada la dimensión mundial de esas actividades. Las organizaciones sociales centralizadas y estructuradas son cosa del pasado. La tecnología permite hoy actuar en red, con mucha más eficacia y rapidez, mayor comunicación y mayor motivación.

#### No es una red más
La Iniciativa es una red, una estructura de comunicación horizontal, con una base web. Pero una red civil probablemente algo distinta a otras:
- independiente, de actuación libre respecto a la organización que la ha dado origen;
- una red que ante todo trata de sumar, de unir, al margen de etiquetas, movilizando a la sociedad civil hacia un sueño colectivo realista y alcanzable;
- cuyo objetivo no es sólo la acción, sino promover al máximo un cambio en la conciencia social tendente a un mundo solidario y sostenible, de acuerdo con la práctica del texto de la Carta.

### Lo que la Carta de la Tierra es

#### Un instrumento de orientación

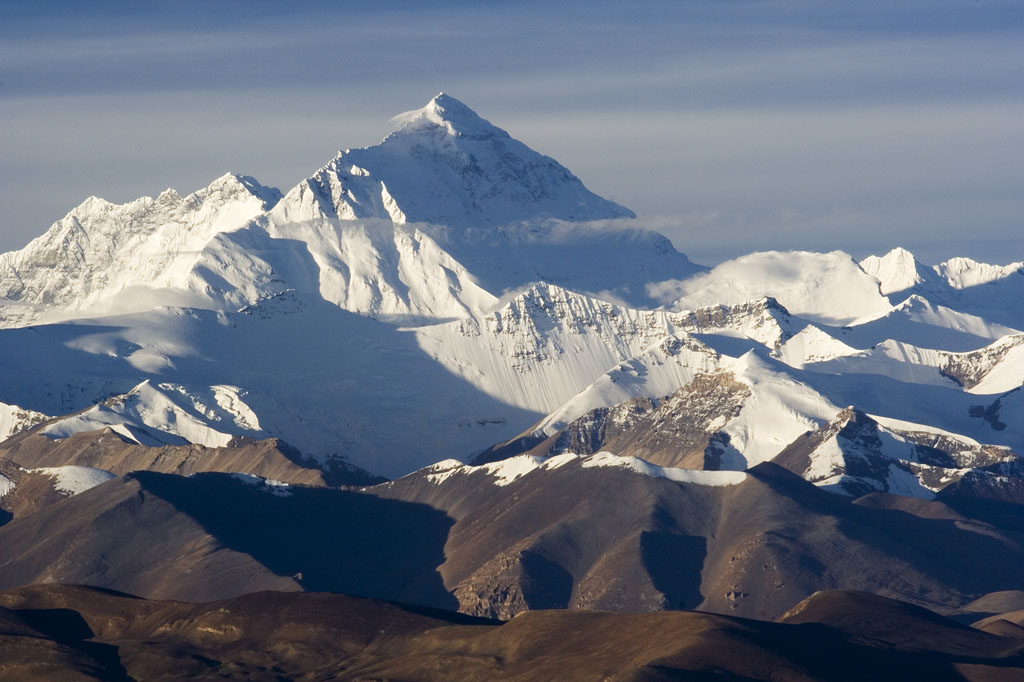
"La capacidad de recuperación de la comunidad de la vida y el bienestar de la humanidad dependen de la preservación de una biosfera saludable". (Preámbulo Carta)
Monte Everest, cara norte. Himalaya. Tíbet. Foto: Luca Galuzzi.

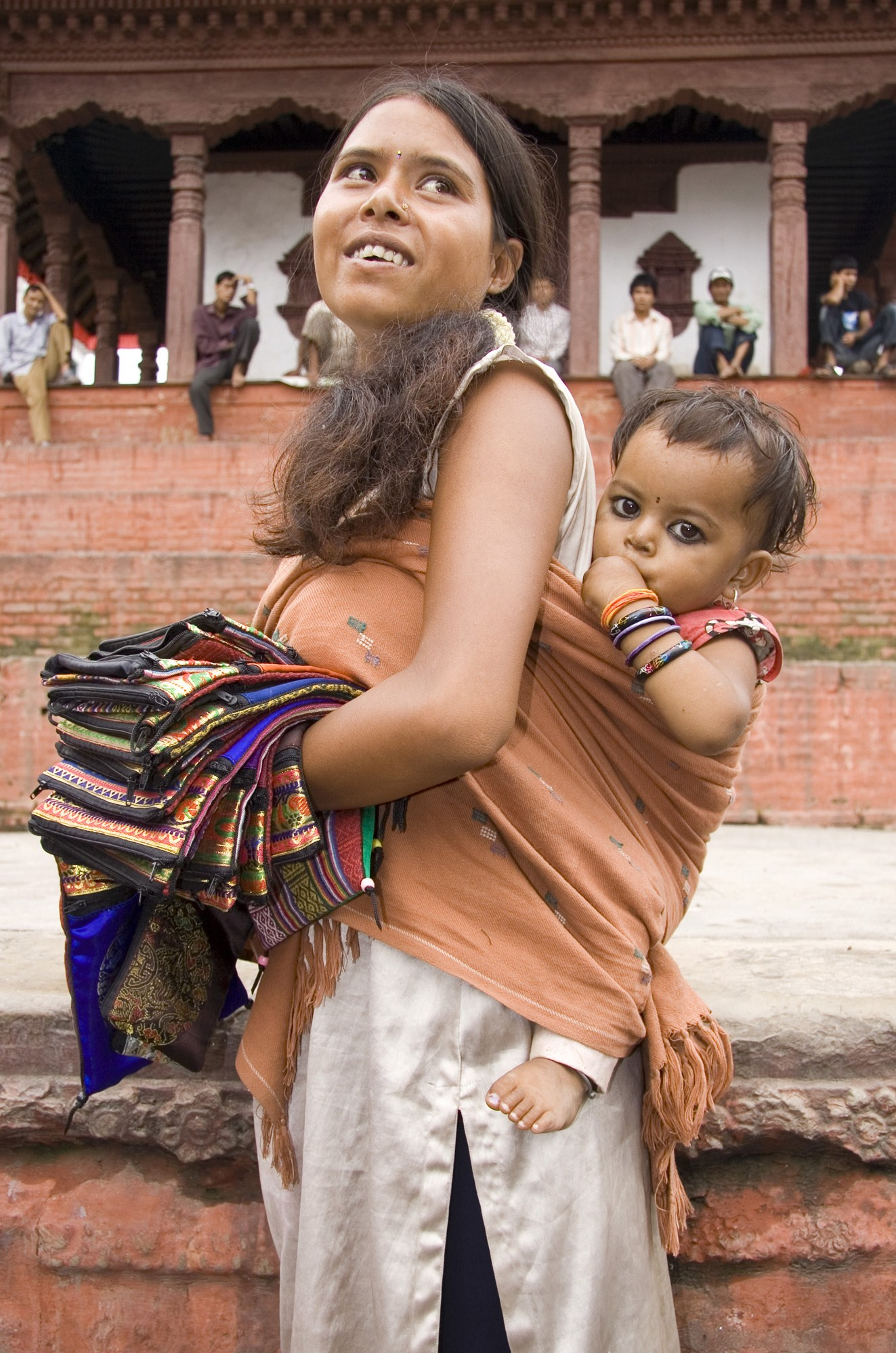
"Afirmar la fe en la dignidad inherente a todos los seres humanos". (Preámbulo de la Carta).
Madre e hijo. Katmandú. Nepal.
Foto: Luca Galuzzi

Sin una referencia que permita ver con claridad hacia dónde se quiere caminar, podría tropezar. Sin ella las estrategias, medios, acciones, energías, que conforman la práctica, pueden conducir en direcciones no deseadas.
El papel principal de la Carta de la Tierra es ese justamente: orientador, mostrando finalidades, propuestas, “sueños”, objetivos comunes a toda la humanidad.
A la vez es una base para estimar en qué medida las decisiones o las acciones concretas de gobiernos, corporaciones, organizaciones, grupos o personas, están en línea con esa responsabilidad común hacia ese destino planetario también común.
- - Mínimo común denominador

No se trata de cualquier orientación, sino de una válida para todos, un mínimo de propuestas y aspiraciones asumible por toda la humanidad, por todas las culturas, etnias, religiones, países. También por eso se quiere que sea reconocida por las Naciones Unidas.
Habrá opiniones, celosas de la libertad individual, para las que incluso este mínimo parecerá excesivo. Son legítimas. También lo son aquellas que ven que ni uno sólo de los principios de la declaración es prescindible para el futuro de la humanidad. Otras dirán que la Carta se queda corta.
- - Principios, no reglas

La Carta no da instrucciones de actuación. El texto se mueve en el nivel de los principios, de los derechos y los deberes generales, para promover un consenso lo más amplio posible.
La declaración está constituida, pues, por referencias y principios genéricos, no por reglas . Estas darían instrucciones sobre qué hacer exactamente en situaciones específicas. Los principios, en cambio, se sitúan en un nivel más general: brindan orientaciones de conjunto, directrices, pero no intervienen en la decisión como lo hacen las reglas y las normas.

#### Un documento solidario y sostenible
Todo el mundo sabe que la Carta de la Tierra habla de ecología y sostenibilidad. No es tan conocido que la Carta es igualmente una declaración solidaria. No sólo en el sentido de humanitaria, sino sobre todo de responsabilidad global:

Los beneficios del desarrollo no se comparten equitativamente y la brecha entre ricos y pobres se está ensanchando. La injusticia, la pobreza, la ignorancia y los conflictos violentos se manifiestan por doquier y son la causa de grandes sufrimientos.
Somos una sola familia humana y una sola comunidad terrestre con un destino común. Es imperativo que nosotros, los pueblos de la Tierra, declaremos nuestra responsabilidad unos hacia otros, hacia la gran comunidad de la vida y hacia las generaciones futuras.
La elección es nuestra: formar una sociedad global para cuidar la Tierra y cuidarnos unos a otros, o arriesgarnos a la destrucción de nosotros mismos. El surgimiento de una sociedad civil global está creando nuevas oportunidades para construir un mundo democrático y humanitario. Debemos tomar la decisión de vivir de acuerdo con un sentido de responsabilidad universal. Somos ciudadanos de diferentes naciones y de un solo mundo al mismo tiempo.

#### Unos medios en armonía con la Carta

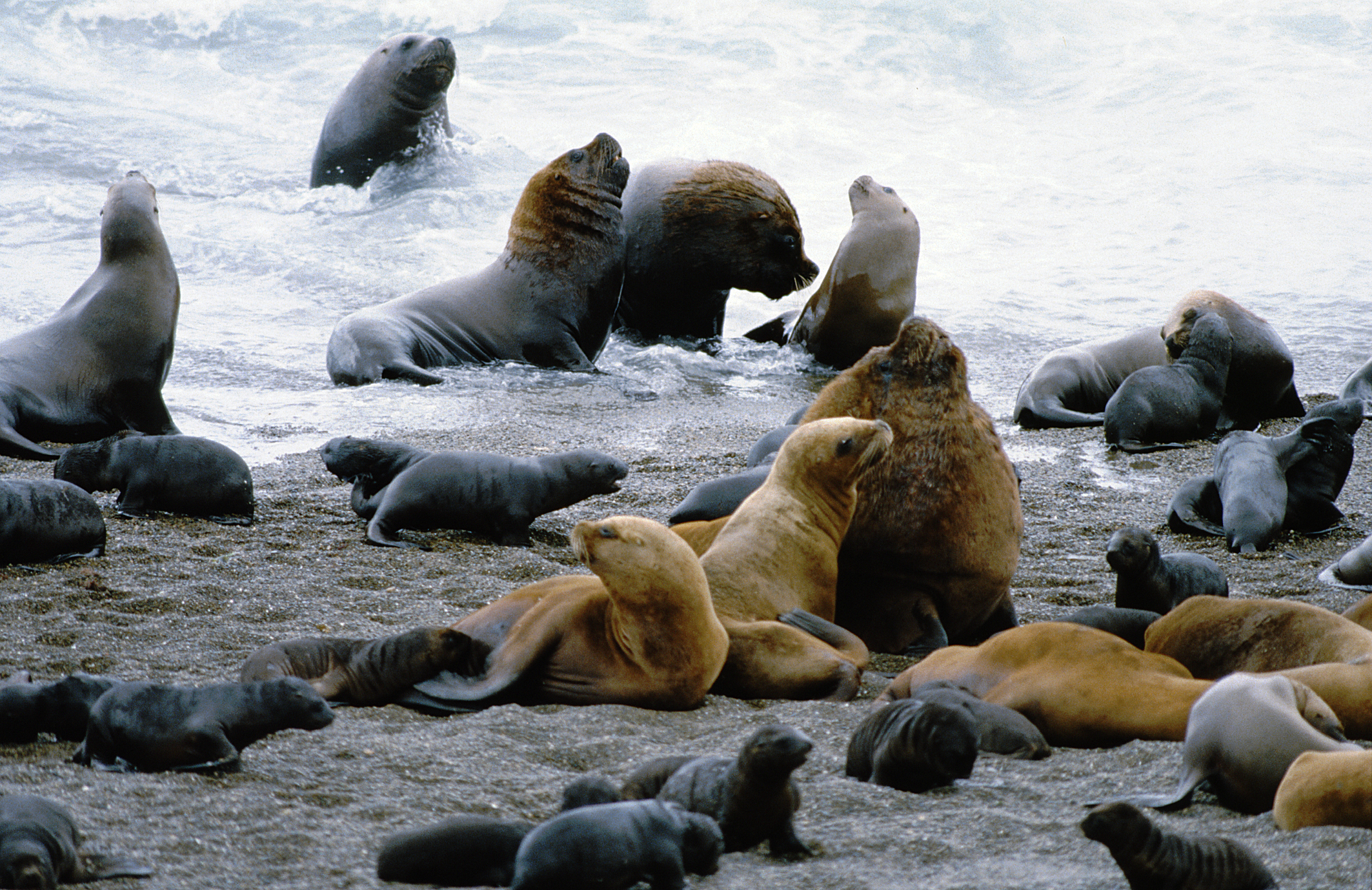
"Proteger a los animales salvajes de métodos de caza, trampa y pesca que les causen un sufrimiento extremo, prolongado o evitable". (Priincipio 15.b).
Lobos marinos (Otaria flavescens) Península de Valdés. Patagonia. Argentina.

Hay un continuo debate sobre cómo poner en práctica la Carta. Cada colectivo o institución que trabaje en la Iniciativa es libre para adoptar los medios idóneos a su actividad. Cada comunidad, país o cultura adoptará tal vez un enfoque diferente para desarrollar la orientación de la Carta. Esta es una de las razones por las que la Carta no intenta proporcionar las respuestas en torno a medios, mecanismos o formas concretas de hacerlo.
El Consejo de la Carta de la Tierra reconoce que los fines que realmente logra una iniciativa están conformados en buena parte por los medios que se empleen. Unos fines loables no pueden justificar la utilización de unos medios sin principios. De ahí que los medios que se adopten libremente por quienes participen en la Iniciativa han de ser necesariamente acordes con los principios de la Carta.

## Organización

### La Iniciativa
Como red civil, quienes participan en la Iniciativa tienen libertad y autonomía plenas para desarrollar actividades de promoción y desarrollo de las propuestas de la Carta. La Iniciativa no tiene una organización propia como tal ni se rige en ningún sentido formal.
La organización central de la Carta, o Carta de la Tierra Internacional (CTI), ofrece liderazgo, orientación y apoyo a la Iniciativa en general, pero no la tutela.
La Iniciativa no es una organización de afiliaciones, con suscriptores o miembros que paguen una cuota de aportación. En lugar de ello, se insta a un respaldo comprometido a la Carta, exhortando a las personas y organizaciones que ven la utilidad que tiene la declaración a desarrollar la Iniciativa.

### La Carta de la Tierra Internacional

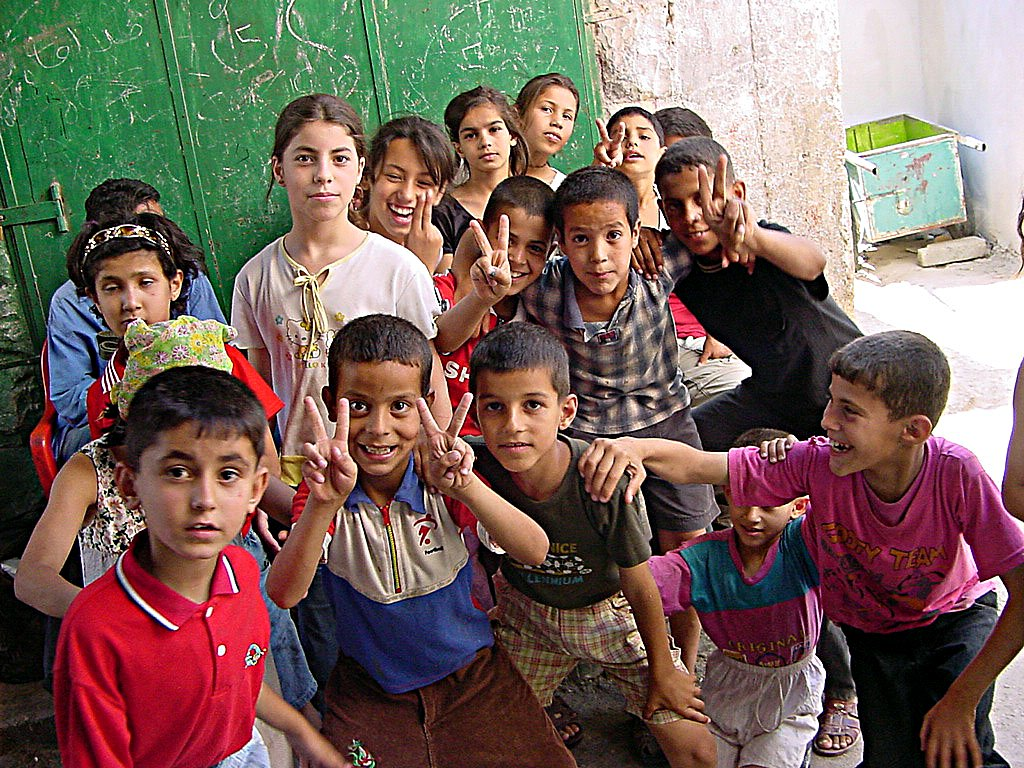
"Honrar y apoyar a los jóvenes, habilitándolos para que ejerzan su papel esencial" (Principio 12c de la Carta).
Niños de Yenín (Cisjordania).

La organización central, o Carta de la Tierra Internacional (CTI) tiene una estructura muy simple. Está formada por el Consejo de la Carta de la Tierra (Earth Charter Council) y la Secretaría internacional. La CTI se creó en 2006 como parte de una reorganización y ampliación de las actividades de la Carta de la Tierra.
El Consejo está integrado por 23 miembros de varios países, copresidido en 2009 por Steven C. Rockefeller, (EUA), Razeena Omar (Sudáfrica), y Brendan Mackey (Australia). Establece objetivos, políticas y estrategias para la CTI.
La Secretaría internacional de la Carta de la Tierra está situada en San José de Costa Rica, en el campus de la Universidad para la Paz de las Naciones Unidas.

### La Comisión de la Carta de la Tierra
La Comisión de la Carta de la Tierra (Earth Charter Commission), responsable de la elaboración y proclamación del documento en el 2000, creó la CTI como instrumento de promoción de la Iniciativa, en la que ya no ejerce labores ejecutivas. Sus miembros ayudan a la Iniciativa como asesores de la CTI y embajadores internacionales de la Carta.

### Financiación
La CTI se autofinancia a través de contribuciones y donaciones de personas, fundaciones, agencias gubernamentales y otras instituciones. Sus cuentas son públicas.

## Desarrollar la iniciativa
Poner en práctica los principios y esperanzas de la Carta a escala de sociedad mundial no es posible sobre la base de un número limitado de personas u organizaciones. Es una tarea horizontal, amplia, que requiere la aportación de ciudadanos, asociaciones e instituciones de todos los sectores y países, a todos los niveles y cada vez en mayor número. Es una tarea de todos, o no es.
La CTI propone algunas formas concretas de colaboración con la Carta:
- Herramienta educativa: Impulsar el uso de la Carta como medio de comprensión y formación, en escuelas, colegios, universidades, colectivos, comunidades y asociaciones, y desarrollar y distribuir los materiales de apoyo necesarios.
- Difusión: Promover la información sobre la Carta en los medios de comunicación y en Internet, favorecer reflexiones, diálogos y debates para ir desarrollando esa conciencia global compartida en personas y organizaciones, a todos los niveles de la sociedad y en todas partes del mundo. 

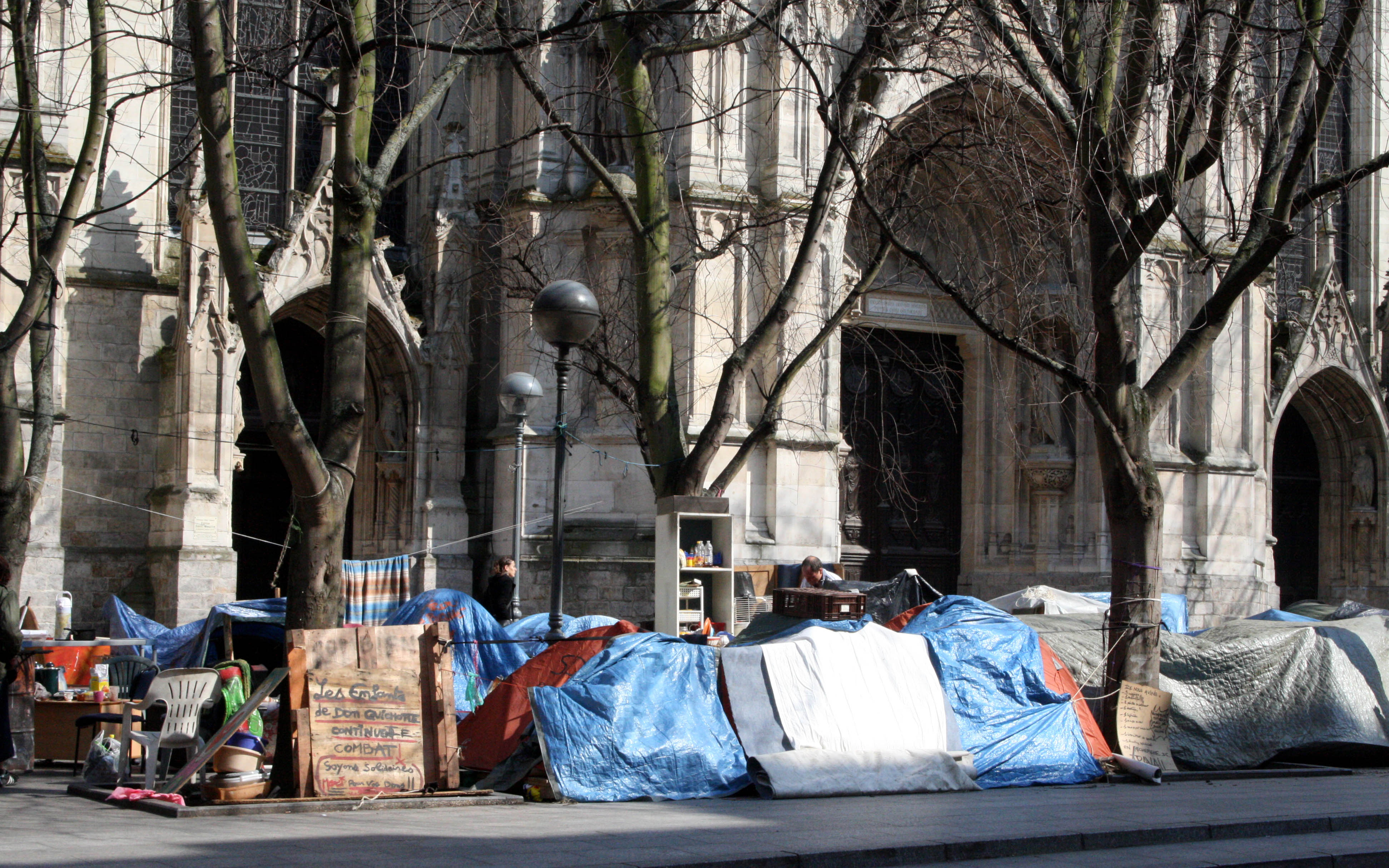
"Promover la distribución equitativa de la riqueza dentro de las naciones
y entre ellas" (Principio 10a de la Carta)
Tiendas instaladas por la ONG de defensa de personas sin hogar
Les enfants de Don Quichotte, en marzo de 2007. Lille. (Francia).

- Práctica: Instar y promover la realización de sus aspiraciones, a varios niveles posibles:

- Estilo de vida: Llevar a la práctica los principios de la Carta en la actividad diaria. Llamar individual y colectivamente a adoptar una forma de vivir basada en la solidaridad y la sostenibilidad, la tolerancia, la paz, el  compromiso, la cooperación.
- Empresas. Utilizar la Carta de la Tierra como instrumento de asesoría, de branding solidario, de evaluación de actividades y proyectos, y como base para elaborar códigos de conducta profesionales que promuevan el progreso hacia la sostenibilidad, la solidaridad, la cooperación, la eliminación de la explotación laboral y de la pobreza.
- Legisladores. Servirse de la Carta como marco ético de referencia para elaborar leyes que alienten la solidaridad y la sostenibilidad.
- Gobiernos y agencias (a cualquier nivel). Hacer de la Carta de la Tierra un fundamento para la elaboración de políticas, planes y programas para un desarrollo justo, sostenible y cooperativo, y como medio de evaluación de sus objetivos y realizaciones.
- Propuestas y proyectos por libre. Desarrollar las propuestas de la Carta con autonomía, conjuntándose en lo posible con otros en la misma línea para llevar a cabo proyectos y actividades.
- Ayuda personal, con cualquier tipo de colaboración (dedicación de tiempo, dinero o contribuciones en especie) a la CTI, a las organizaciones nacionales o locales, o a proyectos basados en los valores de la Carta, estén vinculados a ella o no.
- Fuente de inspiración: Finalmente, la Iniciativa sugiere hacer de la Carta una fuente de inspiración artística para artistas, creadores, gente de la cultura y de la comunicación para inspirar a su vez a otros a desarrollar acciones para mejorar nuestro mundo.

- También puede darse un respaldo formal a la declaración a través de una adhesión o aval moral, en el sitio web de la Carta. En él es posible igualmente inscribirse como voluntario/a de ella, y colaborar en proyectos horizontales como traducciones, recaudación de fondos, patrocinios, materiales de comunicación, presentaciones, y cartas a empresas, gobiernos e instituciones.
- Otra forma de hacerlo es participar en alguno de los grupos de trabajo temáticos de la Iniciativa.

## Descentralización

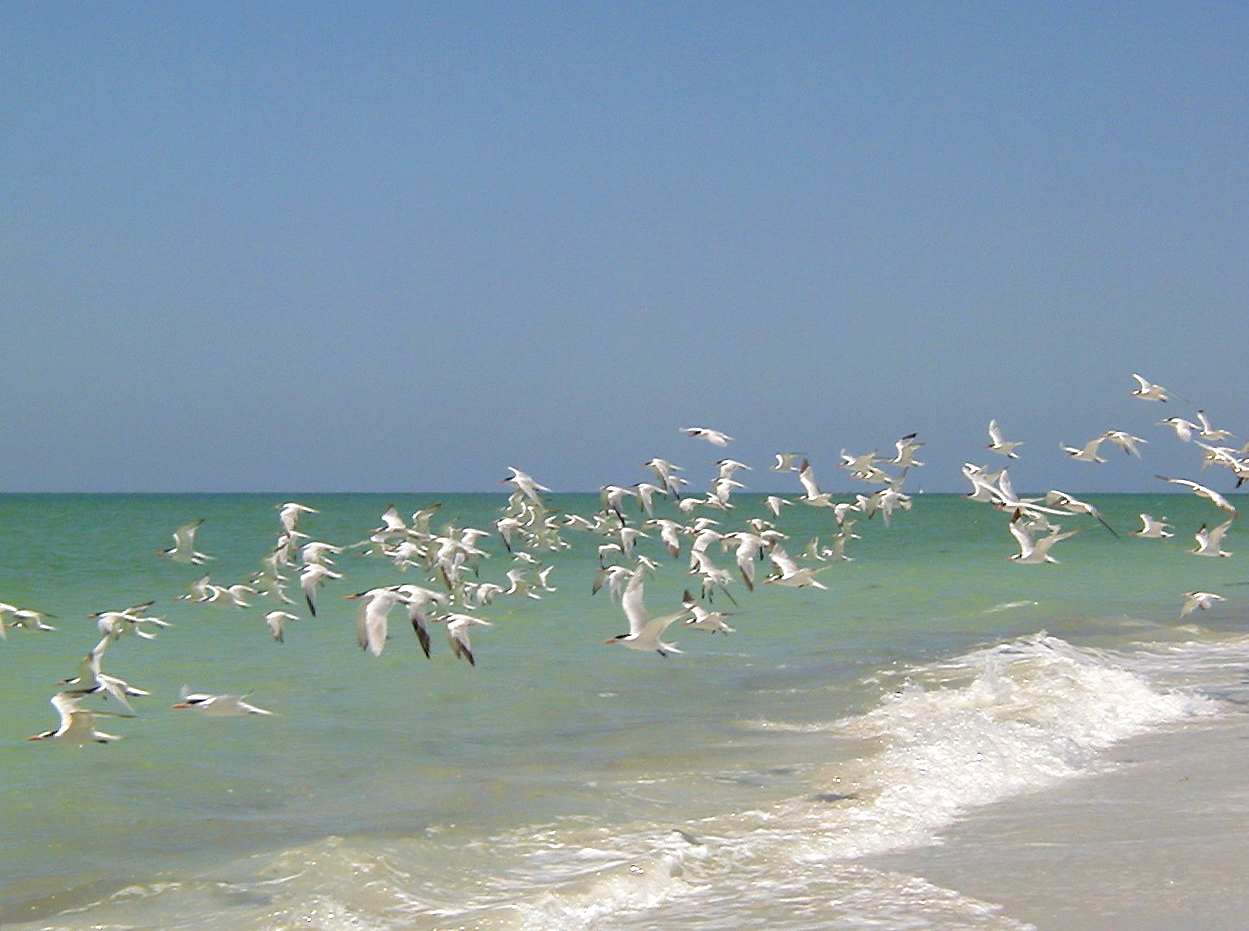
"Mantener la biodiversidad y preservar nuestra herencia natural". (Pr. 5.b)
Golondrinas de mar. Islas Captiva. Florida. EUA.

En 2007 el Consejo de la Carta de la Tierra Internacional ha trazado una estrategia de descentralización para un crecimiento gradual y masivo de la Iniciativa, sobre la idea de que ésta es cada vez más un asunto de la red civil.
De nuevo la frase "piensa globalmente, actúa localmente" guía este despliegue. Se trata de potenciar al máximo las actividades sectoriales y locales de la Iniciativa.
Una muestra de lo que esta visión participativa puede dar de sí la ofrece el website de la Iniciativa en los Estados Unidos.

### Directrices
Se han establecido directrices para facilitar que cualquier persona, organización o comunidad pueda utilizar la Carta de la Tierra y desarrollar actividades conforme a ella.
Redactadas en lenguaje coloquial y directo, las directrices alientan abiertamente a poner en práctica las propuestas de la Carta, con valentía y resolución. Son éstas:

1. Oriéntate por los principios de la Carta de la Tierra.
Deja que la Carta sea tu guía básica cuando planifiques y emprendas actividades, para lograr así que la visión de la Carta sea una realidad.
2. Sé un ejemplo activo.
Esfuérzate por ser un ejemplo vivo del espíritu de la Carta de la Tierra en tu vida cotidiana — en el hogar, en tu lugar de trabajo y en tu comunidad.
3. Confía en ti mismo.
Actúa audazmente y confía en que puedes marcar la diferencia a nivel individual gracias a tus actividades, que además podrán influir y servir de inspiración a muchos otros.
4. Coopera y coopera.
Establecer alianzas de trabajo, participar con otros y buscar soluciones en las que todos ganen genera el poder que se requiere para que se produzcan los cambios.
5. Confía en los demás.
Comparte el poder siendo participativo y ofreciendo a otros la oportunidad de fortalecer su capacidad de resolución de problemas, de tomar decisiones y ejercer el liderazgo, dando rienda suelta a la creatividad.
6. Promueve el respeto y la comprensión.
Esfuérzate por establecer relaciones de confianza y respeto mutuo entre personas y grupos de culturas y comunidades diversas. Resuelve las diferencias a través del diálogo, de forma tal que se produzca así un aprendizaje y un crecimiento personal.

7. Promueve la auto-organización.
Facilita la difusión de iniciativas inspiradas en la Carta de la Tierra sin intentar controlarlas. Confía en la capacidad de los demás para auto-organizarse y lograr resultados positivos con un claro propósito ético.
8. Centra tu atención en las causas.
Enfoca tu pensamiento y tus acciones en las causas de los problemas y en los retos más importantes que afronta la humanidad. No permitas que las presiones del sistema y las prácticas insostenibles existentes te impidan tomar acciones.
9. Comprométete, pero sé flexible.
Mantente firme en tu compromiso con los principios fundamentales y cuida que las decisiones adoptadas para lograr tus objetivos sean congruentes con los valores de la Carta de la Tierra. Sé siempre flexible e innovador al escoger los medios y los métodos para lograrlo, de forma que se adapten en todo momento a las circunstancias cambiantes.
10. Sé ingenioso.
Utiliza tu imaginación y tu inteligencia. No permitas que la limitación de dinero coarte tus ideas y tus acciones.
11. Utiliza la tecnología con sensatez.
Ten presente que gran cantidad de personas no tienen acceso a tecnologías avanzadas. Cuando estés diseñando soluciones tecnológicas para los problemas, cerciórate de que éstas son apropiadas.
12. Protege la integridad de la Carta.
Cuando presentes, cites o traduzcas la Carta de la Tierra, sé fiel a las palabras y al espíritu del texto original.
De forma análoga, vincula a la Carta únicamente a organizaciones, productos y actividades que sean congruentes con los valores que promueve la Carta y con su misión.

### Grupos de trabajo

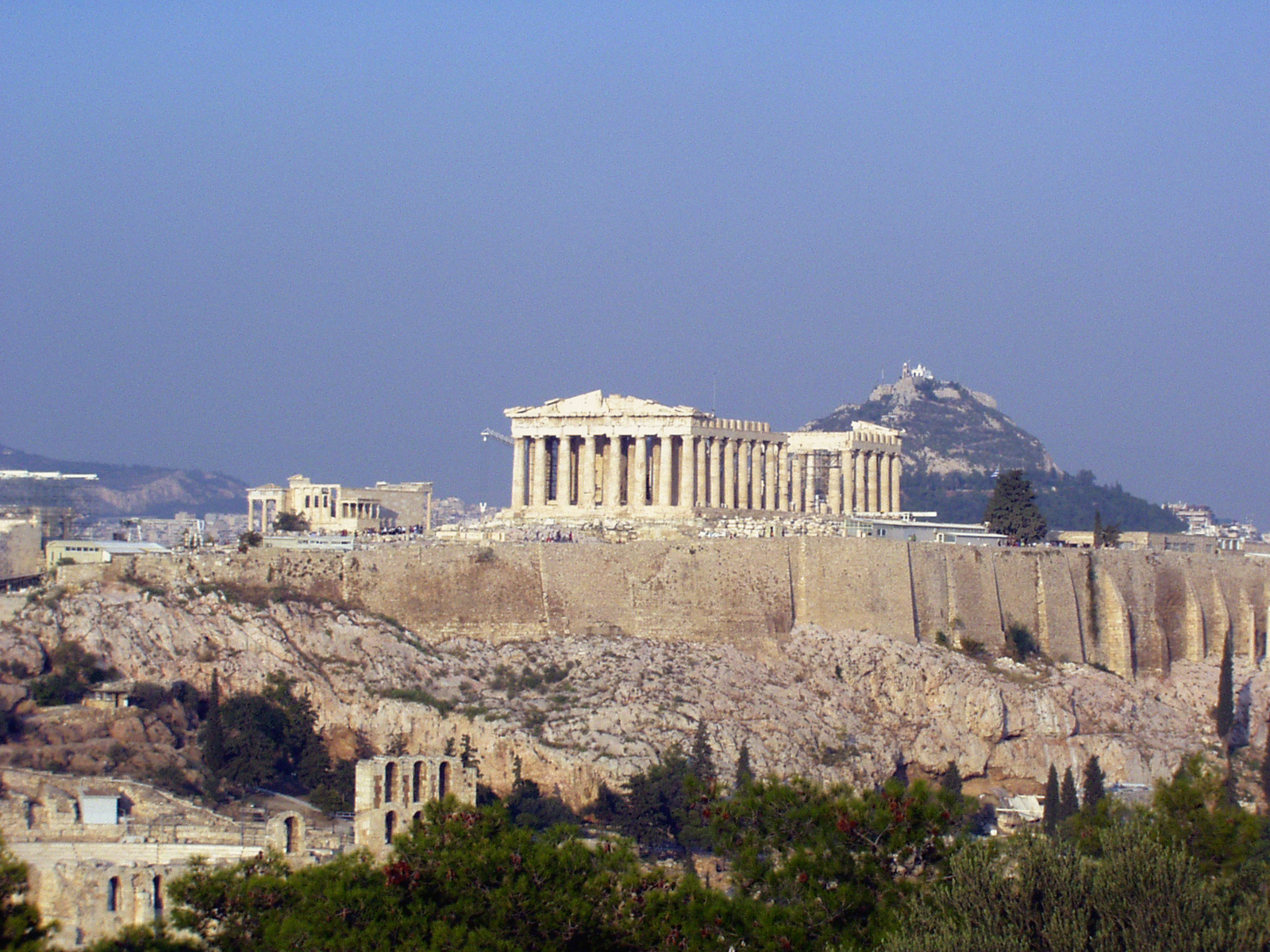
"Tenemos mucho que aprender en la búsqueda colaborativa de la verdad y la sabiduría". (El camino hacia adelante - Texto final de la Carta)
Partenón y Acrópolis. Atenas. Grecia.

En mayo del 2008, el Consejo de la Carta de la Tierra ha puesto en marcha seis grupos de trabajo, como parte del plan de descentralización iniciado el año anterior.
Cada grupo de trabajo está dedicado al desarrollo de una red específica y a la promoción de nuevas actividades en su área:

Sector privado (empresas)
Educación
Medios de comunicación
Religiones
Naciones Unidas
Juventud
Cambio climático

El propósito de estos grupos de trabajo es que cada uno se transforme en su propia red de embajadores y colaboradores de la Carta de la Tierra.

## Resumen analítico de la Iniciativa

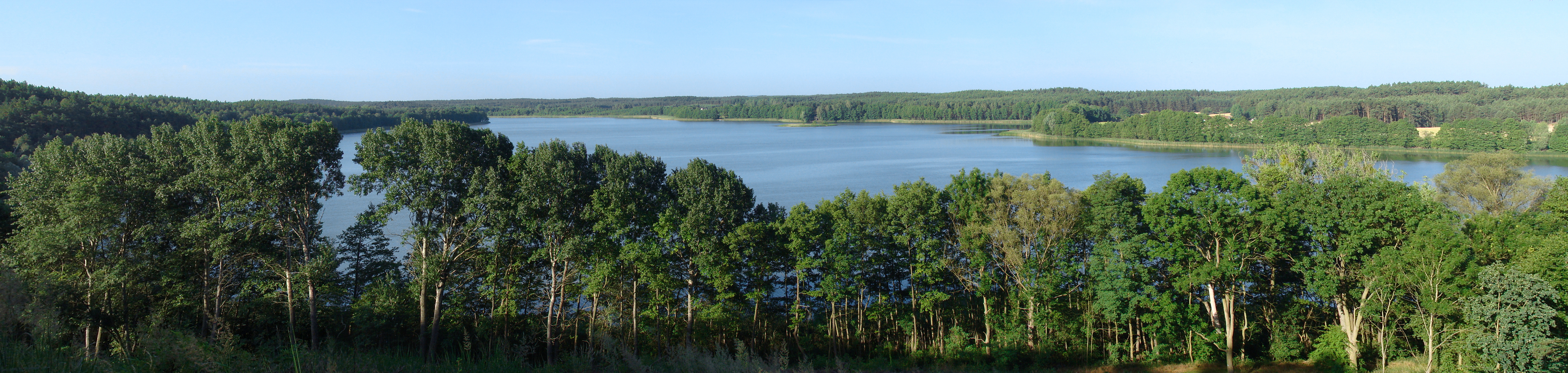
"Tierras fértiles, aguas puras y aire limpio". (Preámbulo de la Carta).
Lago Chlop. Parque regional de Pszczew. Polonia.

Una matriz SWOT & DAFO aplicada a la Iniciativa de la Carta de la Tierra ofrecería un resultado similar a éste:

- Entre los puntos fuertes de la Iniciativa:

-   - Contar con una declaración de gran belleza, bien estructurada en principios y propuestas, de amplia aceptación.
  - Con una difusión universal, y reconocida informalmente por prácticamente todos los gobiernos.
  - Respaldo de líderes internacionales y personalidades significativas en apoyo de la Carta de la Tierra. 
  - Profundización del uso de la Carta en la educación.
  - Presencia de la Iniciativa en América y Asia – Pacífico.

- Entre los puntos débiles:

-   - La Carta, olvidada por ONGPolarlicht 2.jp ecologistas y de desarrollo.
  - Confusión de canales de participación. Escasez de redes nacionales.
  - Presencia muy reducida en el área de la francofonía, África, países árabes, Rusia y China.
  - Escaso desarrollo de la Iniciativa en gobiernos, medios de comunicación y empresas.
  - Y como en todos los movimientos, la financiación.

- Principal desafío para las posibilidades de la Carta como instrumento beneficioso para la humanidad:

la persistencia de su falta de reconocimiento oficial por las Naciones Unidas.

- Principal oportunidad para la Carta de ser útil al planeta:

la situación actual de crisis económica y de fundamentos.

## Lo espiritual y las religiones en la Carta

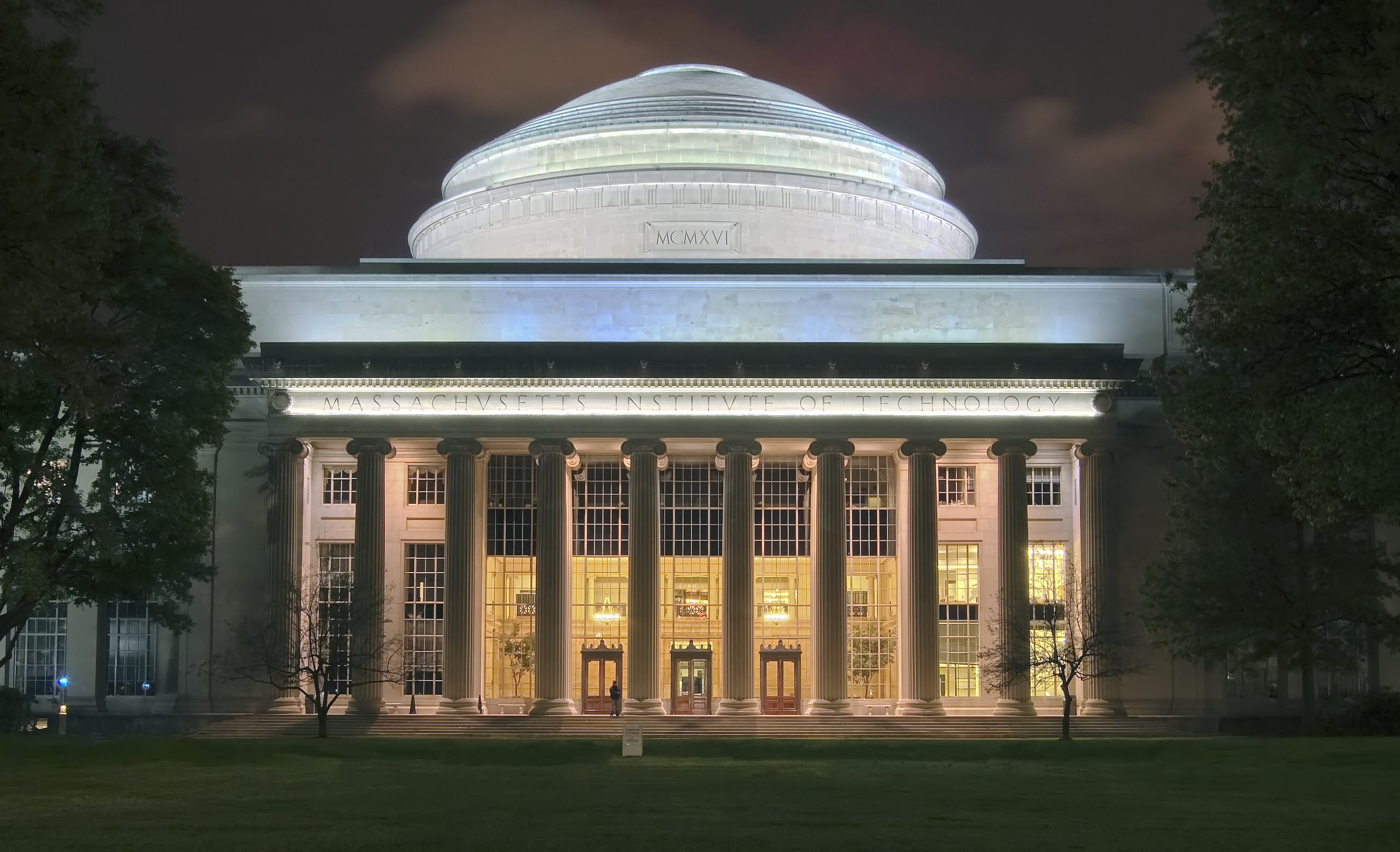
"Apoyar la cooperación internacional científica y técnica sobre sostenibilidad, con especial atención a las necesidades de las naciones en desarrollo" (Pr. 8.a)
Massachusetts Institute of Technology (MIT). Cambridge. Massachusetts. EUA.

El texto apenas habla de religiones: no es su objetivo. Lo hace algo más respecto a temas espirituales, independientemente de adscripciones a religiones concretas.
La Carta ha sido atacada desde posiciones religiosas de ultraderecha, especialmente en lo relativo a la consideración de lo espiritual y de Dios en la Carta, a los paralelismos entre ella y la "New Age", y al tratamiento que se da a la Tierra en el documento.
Esas opiniones, muy minoritarias, han tratado de descalificar la Carta aludiendo a un supuesto carácter "materialista" y "pagano" de la declaración.

### Lo espiritual
Una aportación fundamental de la Carta de la Tierra es que, por primera vez en un documento civil de ámbito mundial, se reconoce la importancia de la dimensión espiritual de la vida:

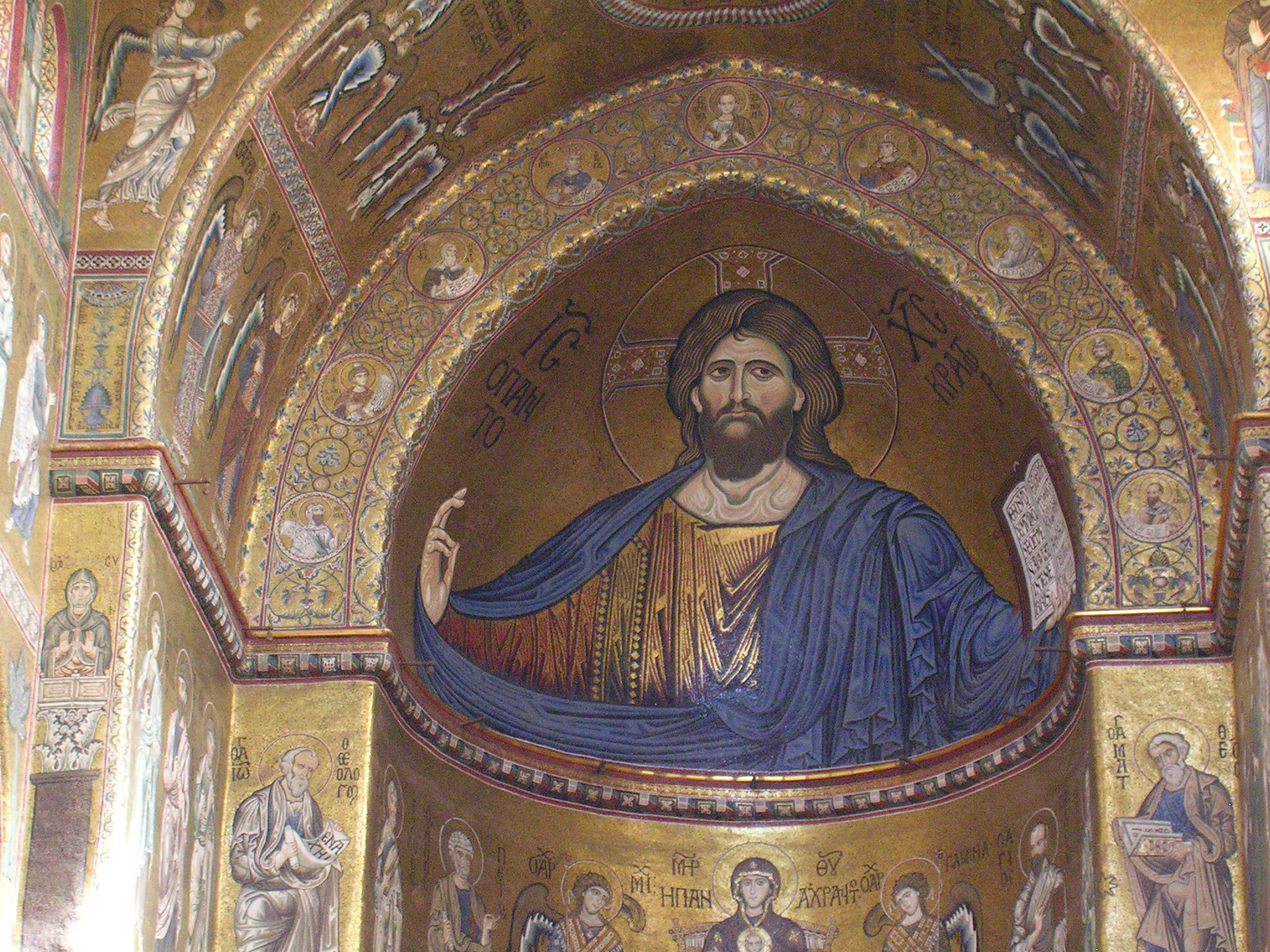
"Las artes, las ciencias, las religiones ... están llamadas a ofrecer un liderazgo creativo". (El camino hacia adelante - Texto final de la Carta)
Pantocrátor. Mosaico bizantino del siglo XIII. Catedral de Monreale. Sicilia. Italia.

- "nuestros retos ambientales, económicos, políticos, sociales y espirituales están interrelacionados" (Preámbulo de la Carta)
- vivir con "reverencia ante el misterio del ser, gratitud por el regalo de la vida y humildad con respecto al lugar que ocupa el ser humano en la naturaleza" (íd.)
- "afirmar la fe en la dignidad inherente a todos los seres humanos y en el potencial intelectual, artístico, ético y espiritual de la humanidad (Principio 1.b)
- ”reconocer y preservar … la sabiduría espiritual en todas las culturas” (8.b)
- "defender el derecho de todos, sin discriminación, a un entorno natural y social que apoye la dignidad humana, la salud física y el bienestar espiritual" (12)
- "afirmar el derecho de los pueblos indígenas a su espiritualidad" (12.b)
- "proteger y restaurar lugares de importancia que tengan un significado cultural y espiritual" (12.d)
- "reconocer la importancia de la educación moral y espiritual" (14.d)
- "las artes, las ciencias, las religiones ... están llamadas a ofrecer un liderazgo creativo" (Texto final)

### Las religiones
- El texto de la Carta afirma una y otra vez muchos de los ideales de las grandes tradiciones religiosas de la humanidad: tolerancia, compasión, amor, justicia, paz, cuidado de los pobres, conservación ambiental. Asimismo el documento apoya firmemente el respeto hacia la diversidad cultural y religiosa.

- La Iniciativa de la Carta de la Tierra exhorta a todas las culturas y religiones a adoptar las recomendaciones de la Carta sobre el respeto y el cuidado de todos los pueblos y de la gran comunidad de la vida. Multitud de organizaciones, escuelas y comunidades religiosas han dado su adhesión a la Carta. Entre los líderes internacionales de la Carta hay varios directamente vinculados a confesiones religiosas concretas.

”Reconocer y preservar el conocimiento tradicional y la sabiduría espiritual
en todas las culturas” (Principio 8.b de la Carta)
Mont Saint-Michel. Normandía. Francia.

- La Carta ha recibido elogios de destacadas personalidades religiosas, como el Papa Juan Pablo II o el Dalai Lama.

Juan Pablo II envió su felicitación personal a Mijaíl Gorbachov sobre la Carta de la Tierra, con ocasión de la presentación de la Carta en 2001 en Urbino (Italia):

"Su Santidad - escribe el arzobispo sustituto de la Secretaría de Estado de la Santa Sede - le expresa su satisfacción por un trabajo bien hecho en la defensa de nuestra herencia medioambiental, y alienta sus meritorios esfuerzos (…) por inculcar en el futuro un respeto cada vez mayor por los recursos del planeta, dados por Dios para que cada persona pueda vivir una vida digna”
finalizando el mensaje enviándole “su saludo y su bendición”.

Una salutación en la misma línea fue enviada por el Dalái Lama durante los trabajos de redacción de la Carta.
- A propósito de unas declaraciones de Gorbachov, tres años antes de la aprobación de la Carta de la Tierra, sobre la necesidad de una especie de decálogo internacional para el medio ambiente, se ha dicho que la Carta pretende sustituir a las actuales religiones. Gorbachov se refería, evidentemente, a lo ecológico y a lo social, no al ámbito personal:

"Necesitamos un nuevo código internacional sobre el medio ambiente fundamentado en una carta sobre la Tierra, una proclamación similar a la Declaración de los Derechos Humanos de las Naciones Unidas ...”
“No hagas al medio ambiente de otros lo que no quieras que se haga a tu propio medio ambiente …”
“ Mi esperanza es que esa carta sea una especie de "diez mandamientos", de "sermón de la montaña" que proporcione una guía para el comportamiento humano hacia el medio ambiente en el nuevo siglo y sucesivos".

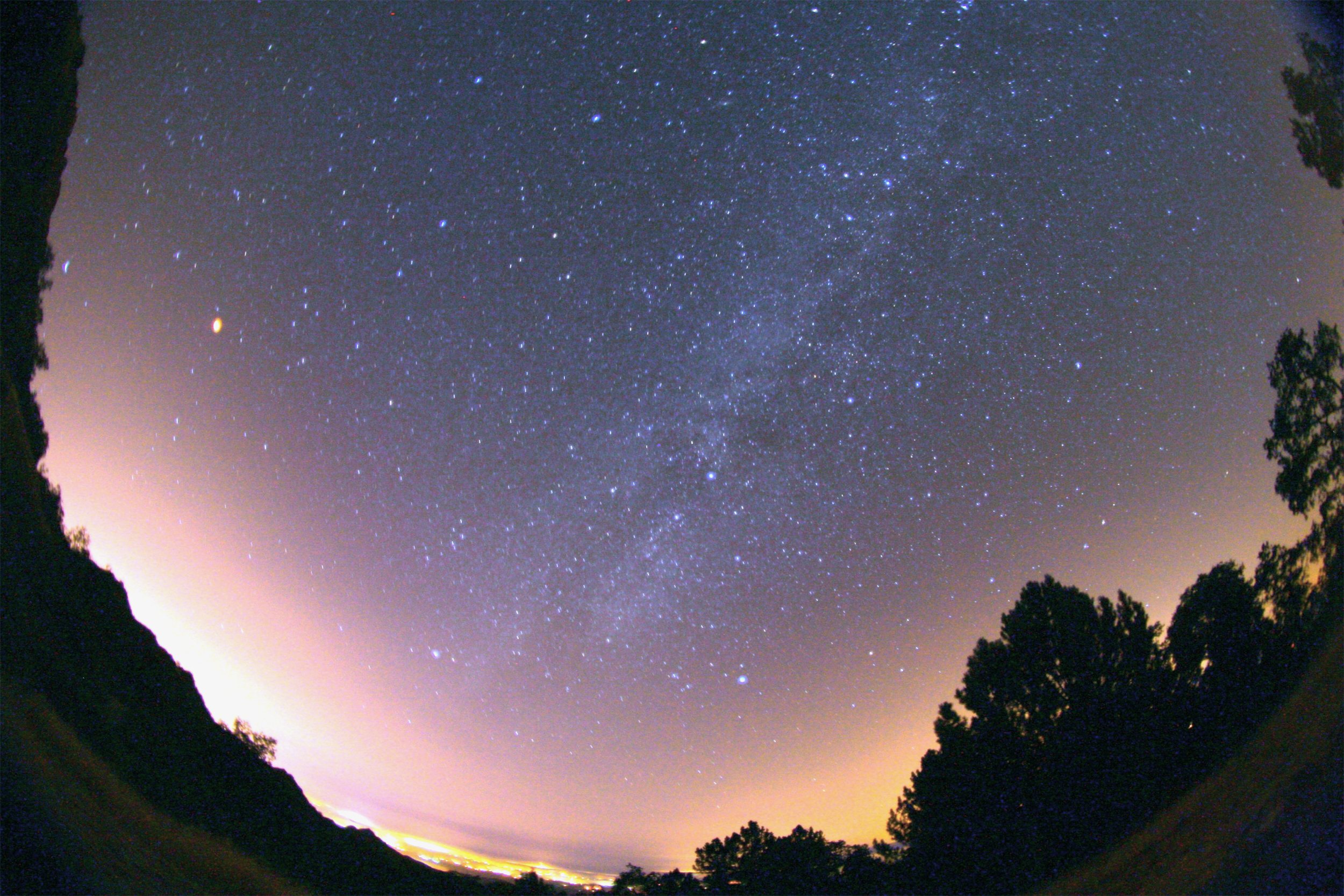
"La humanidad es parte de un vasto universo evolutivo." (Preámbulo de la Carta).
La Vía Láctea vista durante un eclipse de Luna.

- La Carta no menciona en ningún lugar las creencias personales. No puede ni quiere reemplazarlas, ni siquiera en lo ético, porque no es su función y porque las respeta absolutamente. Son asuntos de la esfera privada de cada persona.

### Dios
- La Carta de la Tierra - que desea ser útil para gentes de todas las fes y culturas - no hace referencia a Dios debido a que muchas personas no participan de esta creencia y a que además tradiciones religiosas importantes (budismo, por ejemplo) y muchos humanistas no utilizan este tipo de lenguaje. Además el ámbito de la Carta no es el religioso ni el de la fe personal.

- Quienes profesen creencias de tradiciones cristianas, islámicas, hindúes o judías, entre otras, pueden interpretar la cita respecto a “la reverencia ante el misterio del ser” como “la reverencia ante Dios”. Otras personas o grupos no lo harán así. Las dos posturas son legítimas, desde la óptica de la Carta, que quiere ser válida para ambas partes.[29]

- La referencia de la Carta “al todo más grande, del cual somos parte” ha sido traducida por algunos como alusión a un posible panteísmo filosófico. Si la palabra “todo” se hubiera escrito con mayúscula en ella, podría haber dado pie a ese tipo de especulaciones. No es el caso. Claramente, la Carta se refiere aquí al universo. Su campo de proyección no es el filosófico.

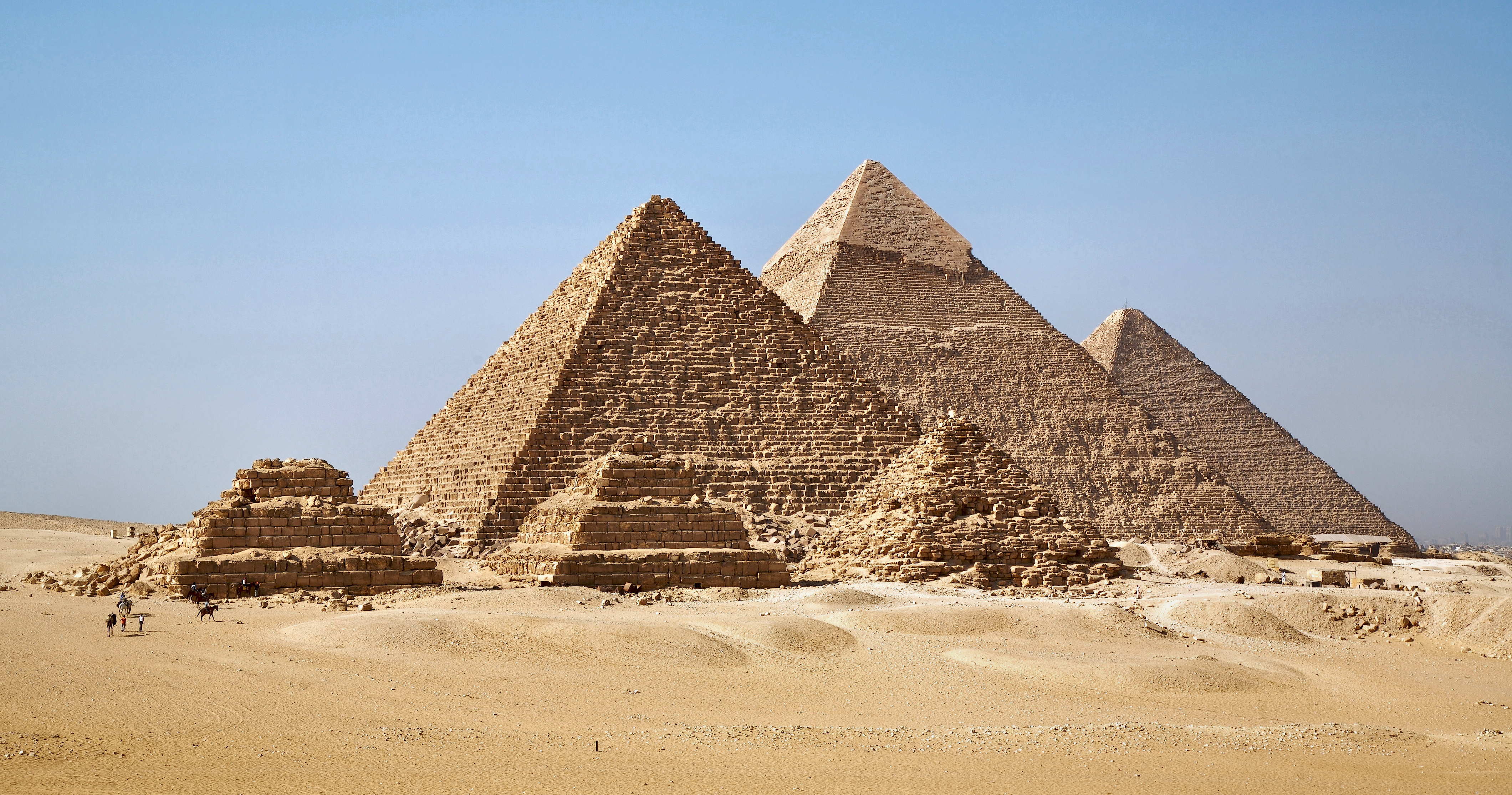
"Proteger y restaurar lugares de importancia que tengan un significado cultural y espiritual". (Principio 12.d de la Carta)).
Pirámides. Guiza. Egipto.

### New Age
- New Age o Nueva Era es un concepto mediático que alude a un amplísimo conjunto de experiencias y corrientes espirituales y culturales, totalmente heterogéneas, que surgieron a partir de la década de los 60 en Norteamérica, así como a lo largo del siglo en muchos países occidentales.
- Sus orígenes son muy dispares. Se caracterizan por una profundización personal del sentimiento espiritual, frecuentemente al margen o en los límites de las estructuras religiosas tradicionales. Hay quien ha definido este fenómeno como un "reencantamiento de la vida" o un "reencuentro con nuestro ser real".
- No es fácil trazar sus rasgos comunes. Podrían serlo que sus objetivos son el crecimiento interior, el desarrollo psicológico y personal, la vivencia de lo divino, la búsqueda de la iluminación o despertar espiritual, la solidaridad, la ayuda, la compasión, el amor, el respeto a la naturaleza, la responsabilidad por el medio ambiente, etc.
- A la vista de estas características, parece evidente que estas tendencias espirituales actuales están en línea con la visión de la Carta, aunque van mucho más allá que el documento, que no entra en modo alguno en la esfera interior de las personas.

La Carta es neutral respecto a estas experiencias y tendencias, como lo es respecto a cualquier otra tradición o movimiento espiritual.

### Gaia

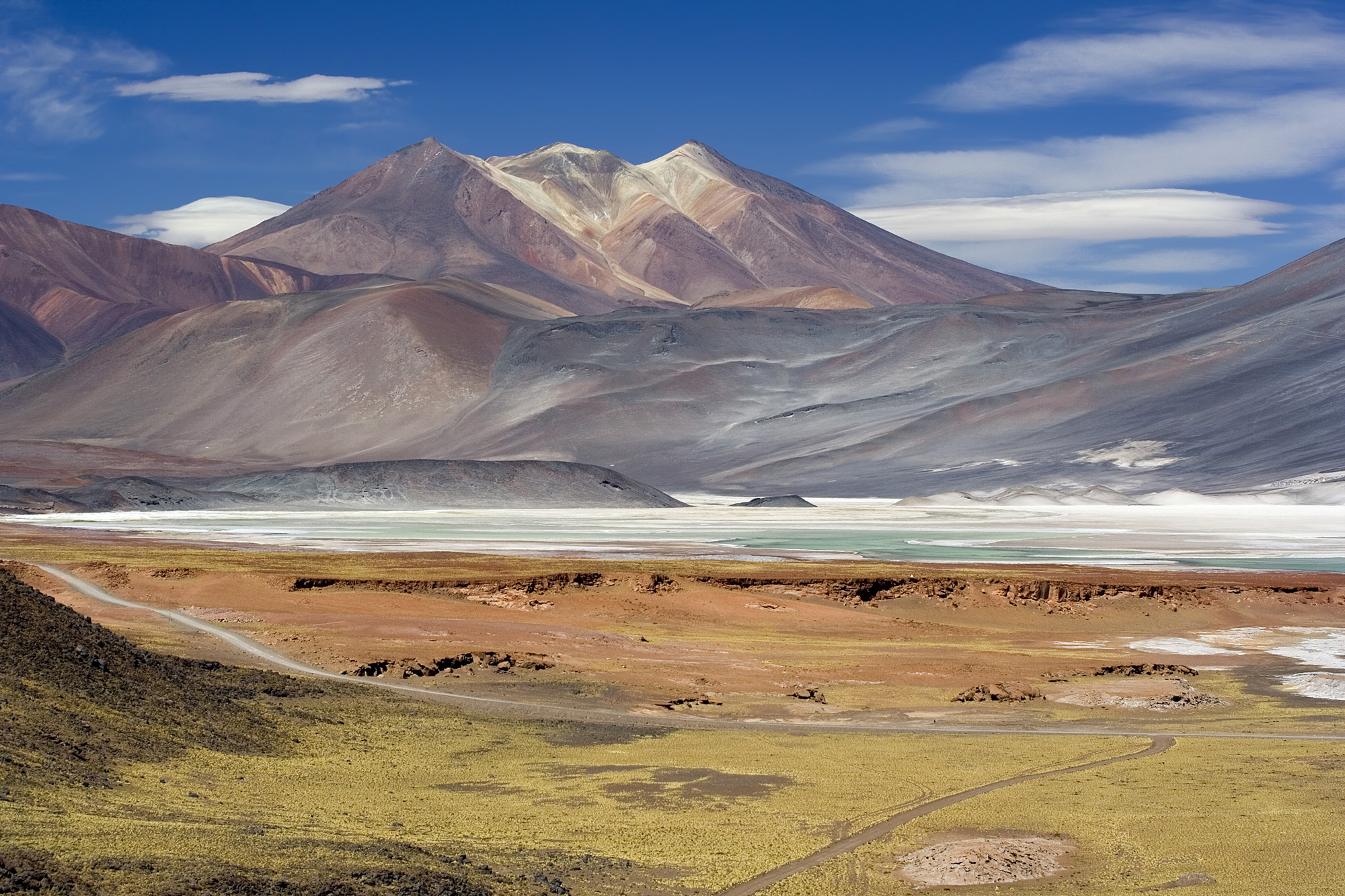
"La elección es nuestra: formar una sociedad global para cuidar la Tierra
y cuidarnos unos a otros ...". (Preámbulo de la Carta)
Laguna Miscanti, cerca de San Pedro de Atacama, Chile. Foto: Luca Galuzzi

La declaración enseña el respeto hacia la naturaleza y la Tierra, como hogar de la comunidad de la vida. No promueve ningún tipo de deificación o veneración de la Tierra. Escribe en mayúscula el nombre de la Tierra porque así se hace con todos los planetas, no por otra razón.
El uso del nombre de la Tierra evoca la imagen del planeta en el espacio, tal como lo captan las fotografías de los astronautas. Esta imagen de la Tierra, como un planeta relativamente pequeño, hermoso y frágil que flota en el espacio, promueve actitudes de respeto y cuidado.
Es frecuente hoy considerar a la Tierra como un planeta vivo dotado de mecanismos sofisticados de autorregulación. Se la suele denominar Gaia, nombre dado por el biólogo James Lovelock al formular sus hipótesis en 1969, referidas exclusivamente a los aspectos biológicos de la biosfera. En línea con estas hipótesis, la Carta afirma que "la Tierra, nuestro hogar, está viva con una comunidad singular de vida".
Otras opiniones van más allá y ven al planeta como un ser consciente y divino. Es un poco la idea de la Madre Tierra común a muchas tradiciones religiosas indígenas y a religiones orientales.
La Carta de la Tierra respeta todos estos puntos de vista, pero una vez más no se pronuncia al respecto.

## Otros temas de debate

### Aborto
El primer principio de la Carta abarca el aspecto imperativo de “respetar … la vida en su diversidad”. Este principio también afirma que “toda forma de vida, independientemente de su utilidad, tiene valor para los seres humanos”.
El objetivo de la reproducción responsable, según la Carta, deberá lograrse mediante la igualdad de género, la habilitación de las mujeres y el acceso universal a los servicios de salud (7.e), de manera tal que se respeten los derechos y libertades fundamentales de la humanidad.
En el marco de estos principios, lo más que afirma la declaración es que diferentes comunidades y culturas podrán adoptar enfoques también diferentes para proporcionar servicios de salud y para el fomento de la salud reproductiva y la reproducción responsable.

### Las políticas demográficas de control de la natalidad

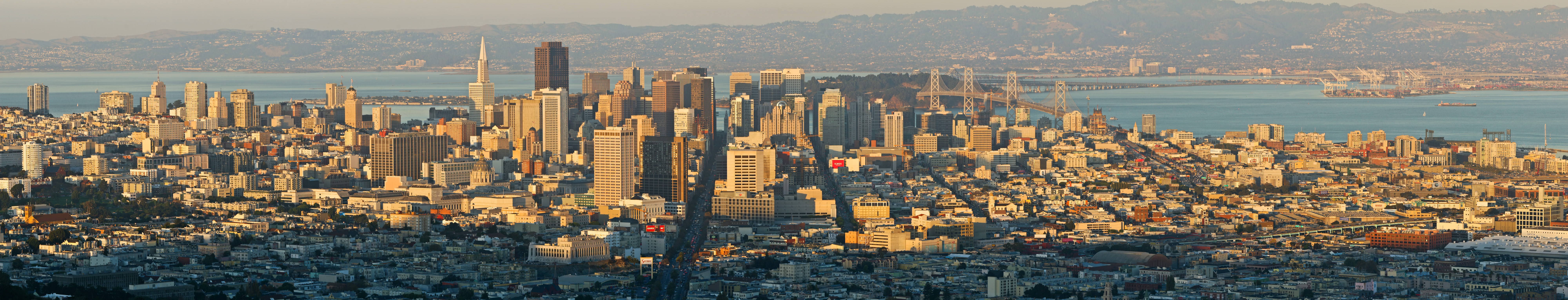
"Como nunca antes en la historia, el destino común nos hace un llamado a buscar un nuevo comienzo" - (El camino hacia adelante - Texto final de la Carta)
La ciudad de San Francisco (California, EUA) desde Twin Peaks, en la puesta de sol.

El principio 7 de la Carta hace un llamamiento a la aplicación de patrones de reproducción humana responsable, que sean sostenibles y “salvaguarden las capacidades regenerativas de la Tierra”. Seguidamente afirma que los mismos deberán aplicarse de forma tal que salvaguarden los derechos humanos.
La Carta no utiliza nunca, ni siquiera con sinónimos, los términos “control de la población” o “control de la natalidad”. Es profundamente respetuosa de los derechos y libertades fundamentales, sin los cuales no tendría sentido.
La Carta de la Tierra, pues, se opone con claridad a cualquier método coercitivo para regular o controlar el crecimiento de la población, y por tanto a las políticas demográficas en ese sentido. Por tanto, sí a la vida.